# Liste der Kulturdenkmäler in Hamburg-Rotherbaum
Die Liste der Kulturdenkmäler in Hamburg-Rotherbaum enthält die in der Denkmalliste ausgewiesenen Denkmäler auf dem Gebiet des Stadtteils Rotherbaum der Freien und Hansestadt Hamburg.
Basis ist der Datensatz Denkmalliste Hamburg auf dem Transparenzportal Hamburg. Dieser enthält alle Objekte, die rechtskräftig nach dem Hamburger Denkmalschutzgesetz vom 5. April 2013 unter Denkmalschutz stehen (§ 6 Abs. 1 DSchG HA) oder zumindest zeitweise standen. Die Denkmalliste steht auch als PDF-Dokument zur Verfügung. Alle Denkmäler in Rotherbaum, die schon nach dem Denkmalschutzgesetz vom 3. Dezember 1973, zuletzt geändert am 27. November 2007, unter Denkmalschutz standen, sind auch auf der Liste der Kulturdenkmäler im Hamburger Bezirk Eimsbüttel zu finden.

## Legende
- ID: Gibt die vom Denkmalschutzamt Hamburg vergebene Objekt-ID (Identifikationsnummer) des Kulturdenkmals an, (in Klammern gegebenenfalls die Denkmalnummer nach altem Denkmalschutzgesetz).
- Adresse: Nennt den Straßennamen und, wenn vorhanden, die Hausnummer des Kulturdenkmals. Die Grundsortierung der Liste erfolgt nach dieser Adresse.
- Art: Zeigt an, ob es ein Objekt („O“) oder ein Ensemble („E“) ist.
- Datierung: Gibt die Datierung an; das Jahr der Fertigstellung bzw. den Zeitraum der Errichtung.
- Ensemble: Gibt die Nummer des Ensembles an, zu der das Objekt gehört, bzw. bei Ensembles die Nummer des Ensembles selbst.

Hinweis: Die Grundsortierung der Liste erfolgt nach der Adresse und ist alternativ nach ID, Art (Objekt oder Ensemble), Typ, Datierung, Entwurf oder Kurzbeschreibung sortierbar.

| ID               | Adresse | Art | Typ                                                          | Kurzbeschreibung | Datierung | Entwurf | Ensemble | Bild |
| ---------------- | --- | --- | ------------------------------------------------------------ | --- | --- | --- | -------- | --- |
| 30661            | Allende-Platz 1, 2, Binderstraße 40, Grindelallee 46, 48, 76, Grindelhof 24, Moorweidenstraße 40, Rothenbaumchaussee 29, Schlüterstraße 7, Von-Melle-Park 2, 3, 4, 5, 8, 9, 11, östlich von 8 (Lage) | E   |                                                              | Universitäts-Campus | | | 30661    | |
| 19298            | Allende-Platz 1 (Lage) | O   | Stall/Garage/Remise                                          | Gebäude eines Fuhr- und Equipagenunternehmens, dann Universitätsgebäude, genannt Pferdestall | 1908 | Göhre, Wilhelm | 30661    | weitere Bilder |
| 19295            | Allende-Platz 2 (Lage) | O   | Luftschutzbau, Bunkerhaus                                    | Institut für Bodenkunde | 1941–1942 | Averhoff & Dyrssen (Averhoff, Peter/Dyrssen, Friedrich) | 30661    | weitere Bilder |
| 29249            | Allende-Platz 3, Grindelhof 14, 14a (Lage) | O   | Automobilhalle                                               | Seit 1970 als Kino „Abaton“ genutzt. | 1913 | nicht ermittelt |          | weitere Bilder |
| 30607            | Alsterchaussee 1, 3, Mittelweg 118 (Lage) | E   |                                                              | Alsterchaussee / Mittelweg | | | 30607    | BW |
| 19201            | Alsterchaussee 1 (Lage) | O   | Etagenhaus                                                   | | 1895 | Schmidt, W. | 30607    | BW |
| 19199            | Alsterchaussee 3 (Lage) | O   | Etagenhaus                                                   | | 1895 | Schmidt, W. | 30607    | |
| 29523            | Alsterchaussee 7, 9, 9a (Lage) | O   | Villa, Doppelhaus                                            | | 1876 | Grotjan, Johannes Martin Friedrich; Albers, J./Rockstrohen; Rzekonski, William/Rzekonski, Rudolf; Gerson, Hans/Gerson, Oskar                                                                            |          | |
| 29248 (1916)     | Alsterchaussee 19, 21 (Lage) | O   | Doppelhaus                                                   | | 1874/1875; 1903 (Umbau) | Hanssen & Meerwein (Hanssen, Bernhard/Meerwein, Wilhelm Emil) |          | |
| 30608            | Alsterglacis 4, 5, 6, 7, 8, Warburgstraße 3, 5 (Lage) | E   |                                                              | Alsterglacis / Warburgstraße | | | 30608    | |
| 19203 (927)      | Alsterglacis 4, 5 (Lage) | O   | Villa, Doppelhaus                                            | | 1858, um | nicht ermittelbar | 30608    | |
| 18979 (927)      | Alsterglacis 6, 7 (Lage) | O   | Einfamilienhaus                                              | | 1860, um | nicht ermittelbar | 30608    | |
| 19204 (927)      | Alsterglacis 8 (Lage) | O   | Einfamilienhaus                                              | Bewohner: Georg Friedrich Vorwerk, Johann von Berenberg-Gossler | 1862; 1886; 1916 | Haller, Martin; Löwengard, A. | 30608    | |
| 19195            | Alsterglacis o.Nr. (Lage) | O   | Viadukt (mit Kasematten)                                     | Eisenbahnstrecke mit Kasematten zwischen Dammtorwall und neuer Jungfernstieg | 1898 | |          | |
| 18173            | Alsterterrasse 9a (Lage) | O   | Verwaltungsgebäude                                           | | 1932 | Brüning, Rudolf |          | |
| 30662            | Alsterterrasse 10, 10a, Warburgstraße 8, 10, 12, 14, 16, 18, 20, 22 (Lage) | E   |                                                              | Alsterterrasse / Warburgstraße | | | 30662    | |
| 28125 (1813)     | Alsterterrasse 10 (Lage) | O   | Wohnhaus                                                     | | 1890, um | nicht ermittelbar | 30662    | |
| 28126 (1813)     | Alsterterrasse 10a (Lage) | O   | Wohnhaus                                                     | | 1890, um | nicht ermittelbar | 30662    | |
| 29927            | Alstertor 23, Ballindamm 1, 3, 5, 6, 7, 8, 9, 11, 13, 14, 15, 17, 25, 26, 27, 33, 34, 35, 36, 37, 38, 39, 40, Bei der Stadtwassermühle 5, 6, 7, Bergstraße 28, Colonnaden 1, 4, Esplanade 2, 4, Fehlandtstraße 2, Ferdinandstraße 32, 36, 38, 40, 56, 58, 62, Gertrudenstraße 17, Glockengießerwall 28, Große Bleichen 2, 16, Große Theaterstraße 50, Jungfernstieg 1, 7, 12, 14, 15, 18, 20, 22, 25, 26, 30, 34, 38, 51, 54, Kirchenallee 57, 58, Lombardsbrücke o.Nr., Neuer Jungfernstieg 5, 6, 6a, 7, 8, 9, 10, 14, 15, 16, 17, 17a, 19, 21, auf der Terrasse an der Westecke des Binnenalsterbeckens, Neuer Wall 1, 2, 3, 5, 10, Plan 6, Reesendamm 3, Reesendammbrücke o.Nr., Binnenalster (Lage) | E   |                                                              | Binnenalster | | | 29927    | [[Vorlage:Bilderwunsch/code!/C:53.55443,9.99536!/D:Alstertor 23, Ballindamm 1, 3, 5, 6, 7, 8, 9, 11, 13, 14, 15, 17, 25, 26, 27, 33, 34, 35, 36, 37, 38, 39, 40, Bei der Stadtwassermühle 5, 6, 7, Bergstraße 28, Colonnaden 1, 4, Esplanade 2, 4, Fehlandtstraße 2, Ferdinandstraße 32, 36, 38, 40, 56, 58, 62, Gertrudenstraße 17, Glockengießerwall 28, Große Bleichen 2, 16, Große Theaterstraße 50, Jungfernstieg 1, 7, 12, 14, 15, 18, 20, 22, 25, 26, 30, 34, 38, 51, 54, Kirchenallee 57, 58, Lombardsbrücke o.Nr., Neuer Jungfernstieg 5, 6, 6a, 7, 8, 9, 10, 14, 15, 16, 17, 17a, 19, 21, auf der Terrasse an der Westecke des Binnenalsterbeckens, Neuer Wall 1, 2, 3, 5, 10, Plan 6, Reesendamm 3, Reesendammbrücke o.Nr., Binnenalster!/\|BW]] |
| 18154            | Alsterufer 4, 5 (Lage) | O   | Verwaltungsgebäude                                           | Rhenania-Ossag Mineralöl-Werke AG. Links am Haupteingang des ehemaligen Shell-Hauses befindet sich ein Relief von Johannes Knubel von 1931, das die Herstellung, die Lagerung und den Transport von Mineralöl dokumentiert. | 1929–1931 | Brüning, Rudolf |          | |
| 18706            | Alsterufer 12 (Lage) | O   | Wohnhaus                                                     | Auktionshaus Schlüter | 1887; 1928 (Umbau) | Stammann & Zinnow (Stammann, Hugo/Zinnow, Gustav); Trahn, Karl (Umbau) |          | |
| 18175 (1453)     | Alsterufer 18 (Lage) | O   | Einfamilienhaus                                              | | 1872 | nicht ermittelbar |          | |
| 19190            | Alsterufer 27, 28 (Lage) | O   | Wohnhaus                                                     | | 1882/1883; 1934; 1955 | Haller, Martin/Lamprecht, Leopold; Elingius & Schramm |          | |
| 30614            | Alsterufer 30, Warburgstraße 45, 50 (Lage) | E   |                                                              | Warburgstraße / Alsterufer | | | 30614    | |
| 17643            | Alsterufer 30 (Lage) | O   | Bürohaus                                                     | | 1972/1973 | Rafeiner, F./Gnech, A./Schulze, Hass, Kummer | 30614    | |
| 30609            | Alsterufer 33, Fontenay-Allee 1, 2 (Lage) | E   |                                                              | Alsterufer / Fontenay-Allee | | | 30609    | |
| 18981            | Alsterufer 33 (Lage) | O   | Wohngebäude/Bürohaus                                         | | 1971/1972 | Gerkan, Marg & Partner (Gerkan, Meinhard von/Marg, Volkwin) | 30609    | |
| 19189 (945)      | Alsterufer 35 (Lage) | O   | Einfamilienhaus                                              | | 1914/1917 | Gerson, Hans/Gerson, Oskar |          | |
| 19188 (945)      | Alsterufer 36 (Lage) | O   | Einfamilienhaus                                              | | 1914/1915 | Gerson, Hans/Gerson, Oskar |          | |
| 19187 (945)      | Alsterufer 37 (Lage) | O   | Einfamilienhaus                                              | | 1922/1923 | Block & Hochfeld (Block, Fritz/Hochfeld, Ernst) |          | |
| 30559            | Alsterufer 50, Alte Rabenstraße 1, 32, o.Nr., Badestraße o.Nr. (Lage) | E   |                                                              | Alsterufer / Alte Rabenstraße | | | 30559    | weitere Bilder |
| 18416 (1894)     | Alsterufer 50, Alte Rabenstraße 1, Badestraße o.Nr. (Lage) | O   | Verwaltungsgebäude                                           | Shell-Verwaltungsgebäude, ehem. | 1950/1951; 19. Jh. | Streb, Ferdinand; Meyer, Franz Andreas | 30559    | |
| 29548 (504)      | Alsterufer Ecke Fontenay (Lage) | O   | Kriegerdenkmal (Kriegerdenkmal 1870/71)                      | Kriegerdenkmal 1870/71, Denkmalanlage mit Figurengruppe aus Bronze auf Bronzebasis und Marmorsockel, gefasst durch Balustraden und Bänke | 1871/72 | Schilling, Johannes |          | |
| 43360            | Alsterufer o.Nr., An der Alster o.Nr., Bellevue o.Nr., Fernsicht o.Nr., Harvestehuder Weg o.Nr., Schöne Aussicht o.Nr., Schwanenwik o.Nr. (Lage) | E   | Außenalster, Gewässer                                        | Außenalster, Wasserfläche (einschließlich Ausbuchtungen Hohenfelder Bucht, Feenteich und Langer Zug) mit Uferbefestigung, Brücken (Kennedybrücke, Feenteichbrücke, Fernsichtbrücke, Langenzugbrücke, Schwanenwikbrücke), Anleger Alte Rabenstraße, Bootshaus am Langen Zug, Pavillon Schöne Aussicht 20a und angrenzenden Parkflächen (Alstervorland und Schwanenwikhalbinsel, einschl. Skulpturenausstattung) | 12. Jh., Ende; 1620, nach; 1842, nach | |          | |
| 30610            | Alte Rabenstraße 10, 10a, 11, 11a, 12, 12a, 12b (Lage) | E   |                                                              | Alte Rabenstraße 10-12b | | | 30610    | |
| 18982            | Alte Rabenstraße 10 (Lage) | O   | Wohnhaus                                                     | | 1850/1870, um | nicht ermittelbar | 30610    | |
| 18921            | Alte Rabenstraße 10a (Lage) | O   | Wohnhaus                                                     | | 1850/1870, um | nicht ermittelbar | 30610    | |
| 18923            | Alte Rabenstraße 11 (Lage) | O   | Wohnhaus                                                     | | 1850/1870, um; 1896 (Umbau); 1936 (Umbau)                                                                                                 | Lundt & Kallmorgen (Lundt, Werner/Kallmorgen, Georg); Zeh, F. | 30610    | |
| 18922            | Alte Rabenstraße 11a (Lage) | O   | Wohnhaus                                                     | | 1850/1870, um | nicht ermittelbar | 30610    | |
| 18920 (1858)     | Alte Rabenstraße 12 (Lage) | O   | Wohnhaus                                                     | | 1850/1870, um | nicht ermittelbar | 30610    | |
| 29104            | Alte Rabenstraße 12a (Lage) | O   | Hintergebäude                                                | | 1884, um; 1926 | Nicht ermittelbar; Grage, Hermann | 30610    | |
| 29105            | Alte Rabenstraße 12b (Lage) | O   | Remise                                                       | | 1884, um; 1926 | Nicht ermittelbar; Grage, Hermann | 30610    | BW |
| 18924            | Alte Rabenstraße 13, 14 (Lage) | O   | Doppelhaus                                                   | | 1855 | nicht ermittelbar |          | |
| 19193            | Alte Rabenstraße 23 (Lage) | O   | Wohnhaus                                                     | | 1860, um | nicht ermittelbar |          | |
| 30606            | Alte Rabenstraße 24, 24a (Lage) | E   |                                                              | Alte Rabenstraße 24, 24a | | | 30606    | BW |
| 18703 (1933)     | Alte Rabenstraße 24 (Lage) | O   | Wohnhaus                                                     | | 1860, um; 1911 (Umbau) | ?; Fischer, W., Münster, J. B. | 30606    | |
| 29085 (1933)     | Alte Rabenstraße 24a (Lage) | O   | Remise                                                       | | 1911 | Fischer, Wilhelm/Münster, C. | 30606    | BW |
| 18711            | Alte Rabenstraße 26 (Lage) | O   | Wohnhaus                                                     | | 1860, um | Jolasse, Jean David |          | |
| 38916            | Alte Rabenstraße 27, 28 (Lage) | E   |                                                              | Alte Rabenstraße 27/28 | | | 38916    | |
| 38915 (518)      | Alte Rabenstraße 27 (Lage) | O   | Wohnhaus (Doppelhaus, Haushälfte)                            | | 1867 (vermutl.) | nicht ermittelbar | 38916    | |
| 18925 (518)      | Alte Rabenstraße 28 (Lage) | O   | Wohnhaus (Doppelhaus, Haushälfte)                            | | 1867 (vermutl.) | nicht ermittelbar | 38916    | |
| 18417 (1894)     | Alte Rabenstraße 32 (Lage) | O   | Bürohaus                                                     | | 1955 | Streb, Ferdinand; Plomin, Karl (Gartenanlagen) | 30559    | |
| 29106            | Alte Rabenstraße 32 (Lage) | O   | Plastik                                                      | | 1955 | Sprenger, Jean | 30559    | weitere Bilder |
| 18168            | Alte Rabenstraße o.Nr. (Lage) | O   | Straßenschild                                                | | 19. Jahrhundert | Meyer, Franz Andreas Meyer | 30559    | |
| 30611            | An der Verbindungsbahn 10, Bundesstraße 3, 4, 5, 6, 7, 8, 9, 10, 11, 11a, 12, 14, 15, 16, 18, 20, 22, 24, 26, 28, Bundesweg 3, 4, Durchschnitt 19, Grindelallee 1, Grindelweg 1, 1a, 2, 2a, 3, 3a, 4, 4a, 5, 6, 7, 8, 9, 10, 11 (Lage) | E   |                                                              | An der Verbindungsbahn / Bundesstraße / Bundesweg / Durchschnitt / Grindelallee / Grindelweg | | | 30611    | [[Vorlage:Bilderwunsch/code!/C:53.56497,9.98209!/D:An der Verbindungsbahn 10, Bundesstraße 3, 4, 5, 6, 7, 8, 9, 10, 11, 11a, 12, 14, 15, 16, 18, 20, 22, 24, 26, 28, Bundesweg 3, 4, Durchschnitt 19, Grindelallee 1, Grindelweg 1, 1a, 2, 2a, 3, 3a, 4, 4a, 5, 6, 7, 8, 9, 10, 11!/\|BW]] |
| 18995            | An der Verbindungsbahn 10 (Lage) | O   | Etagenhaus                                                   | | 1872, um | nicht ermittelbar | 30611    | BW |
| 18659            | Badestraße 1 (Lage) | O   | Wohn- und Geschäftshaus                                      | | 1912 | Jacob & Ameis (Jacob, Alfred/Ameis, Otto) |          | |
| 18171            | Badestraße 24, 24a (Lage) | O   | Wohnhaus                                                     | | 1924 | Löwengard, Alfred |          | |
| 19197 (513)      | Badestraße 30 (Lage) | O   | Wohnhaus                                                     | | 1867/1868; 1909 (Umbau); 1984 (Umbau) | Dorn, Ernst Paul; Maywald, K. |          | |
| 19895 (1796)     | Badestraße 42 (Lage) | O   | Garten                                                       | | 1949–1951 | Lüttge, Gustav |          | |
| 19186 (1030)     | Bei St. Johannis 1 (Lage) | O   | Wohngebäude                                                  | | 1842 | nicht ermittelbar |          | |
| 19185 (1030)     | Bei St. Johannis 2 (Lage) | O   | Reihenhaus                                                   | | 1842 | nicht ermittelbar |          | |
| 19184 (1030)     | Bei St. Johannis 3 (Lage) | O   | Reihenhaus                                                   | | 1842 | nicht ermittelbar |          | |
| 18700 (1030)     | Bei St. Johannis 4 (Lage) | O   | Reihenhaus                                                   | | 1842 | nicht ermittelbar |          | |
| 18155 (1030)     | Bei St. Johannis 5, 6 (Lage) | O   | Wohnhaus                                                     | | 1820/1825, um | nicht ermittelbar |          | |
| 30551 (1747)     | Beim Schlump 80, 81, Bundesstraße 58 (Lage) | E   | Schulanlage (Schulgebäude; Außenanlagen (u. a. Einfriedung)) | Gewerbeschule Bundesstraße / Beim Schlump (ehem. Heinrich-Hertz-Realgymnasium) | 1910; 1911 (Erweiterung); 1955 (Instandsetzung); 1957 (Umbau); 1979                                                                       | Erbe, Albert; Schmidt; Keith; Baubehörde | 30551    | weitere Bilder |
| 18275 (1747)     | Beim Schlump 80, 81, Bundesstraße 58 (Lage) | O   | Schulanlage (Schulgebäude; Außenanlagen (u. a. Einfriedung)) | Gewerbeschule Bundesstraße / Beim Schlump (ehem. Heinrich-Hertz-Realgymnasium) | 1910; 1911 (Erweiterung); 1955 (Instandsetzung); 1957 (Umbau); 1979                                                                       | Erbe, Albert; Schmidt; Keith; Baubehörde | 30551    | weitere Bilder |
| 18179            | Beim Schlump 82 (Lage) | O   | Verwaltungsgebäude (Finanzamt)                               | | 1904/1905; 1927 (Anbau) | Zimmermann, Carl Johann Christian; Lübke |          | |
| 19116            | Beim Schlump 83 (Lage) | O   | Verwaltungsgebäude (Finanzamt)                               | | 1904/1905; 1927 (Anbau) | Zimmermann, Carl Johann Christian; Lübke |          | |
| 30575            | Beim Schlump 84, 84a, 84b, 84c, 84d, 84e, 84f, 84g, 85, 85a, 85b, 85c, 85d, 85e, Monetastraße 2, 4, 6 (Lage) | E   |                                                              | DRK-Krankenhaus | | | 30575    | weitere Bilder |
| 18761 (1066)     | Beim Schlump 84 (Lage) | O   | Krankenhausgebäude                                           | | 1876/1878; 1888/1890; 1898; 1905/1906; 1914/1915; 1931; 1934; 1950                                                                        | Kirchenpauer & Hauers (Kirchenpauer, Gustav/Hauers, Wilhelm); Philippi, S. H.; Allner, K. (Maurermeister); Heitmann; Bendixen, Rudolf; Speckbötel, Theodor; Bensel & Kamps (Bensel, Carl/Kamps, Johann) | 30575    | |
| 18762 (1066)     | Beim Schlump 84a (Lage) | O   | Krankenhausgebäude                                           | | 1876/1878; 1888/1890; 1898; 1905/1906; 1914/1915; 1931; 1934; 1950                                                                        | Kirchenpauer & Hauers (Kirchenpauer, Gustav/Hauers, Wilhelm); Philippi, S. H.; Allner, K. (Maurermeister); Heitmann; Bendixen, Rudolf; Speckbötel, Theodor; Bensel & Kamps (Bensel, Carl/Kamps, Johann) | 30575    | |
| 18759 (1066)     | Beim Schlump 84b (Lage) | O   | Krankenhausgebäude                                           | | 1876/1878; 1888/1890; 1898; 1905/1906; 1914/1915; 1931; 1934; 1950                                                                        | Kirchenpauer & Hauers (Kirchenpauer, Gustav/Hauers, Wilhelm); Philippi, S. H.; Allner, K. (Maurermeister); Heitmann; Bendixen, Rudolf; Speckbötel, Theodor; Bensel & Kamps (Bensel, Carl/Kamps, Johann) | 30575    | |
| 18756 (1066)     | Beim Schlump 84c (Lage) | O   | Krankenhausgebäude                                           | | 1876/1878; 1888/1890; 1898; 1905/1906; 1914/1915; 1931; 1934; 1950                                                                        | Kirchenpauer & Hauers (Kirchenpauer, Gustav/Hauers, Wilhelm); Philippi, S. H.; Allner, K. (Maurermeister); Heitmann; Bendixen, Rudolf; Speckbötel, Theodor; Bensel & Kamps (Bensel, Carl/Kamps, Johann) | 30575    | |
| 18757 (1066)     | Beim Schlump 84d (Lage) | O   | Krankenhausgebäude                                           | | 1876/1878; 1888/1890; 1898; 1905/1906; 1914/1915; 1931; 1934; 1950                                                                        | Kirchenpauer & Hauers (Kirchenpauer, Gustav/Hauers, Wilhelm); Philippi, S. H.; Allner, K. (Maurermeister); Heitmann; Bendixen, Rudolf; Speckbötel, Theodor; Bensel & Kamps (Bensel, Carl/Kamps, Johann) | 30575    | |
| 18760 (1066)     | Beim Schlump 84e (Lage) | O   | Krankenhausgebäude                                           | | 1876/1878; 1888/1890; 1898; 1905/1906; 1914/1915; 1931; 1934; 1950                                                                        | Kirchenpauer & Hauers (Kirchenpauer, Gustav/Hauers, Wilhelm); Philippi, S. H.; Allner, K. (Maurermeister); Heitmann; Bendixen, Rudolf; Speckbötel, Theodor; Bensel & Kamps (Bensel, Carl/Kamps, Johann) | 30575    | |
| 19211 (1066)     | Beim Schlump 84f (Lage) | O   | Krankenhausgebäude                                           | | 1876/1878; 1888/1890; 1898; 1905/1906; 1914/1915; 1931; 1934; 1950                                                                        | Kirchenpauer & Hauers (Kirchenpauer, Gustav/Hauers, Wilhelm); Philippi, S. H.; Allner, K. (Maurermeister); Heitmann; Bendixen, Rudolf; Speckbötel, Theodor; Bensel & Kamps (Bensel, Carl/Kamps, Johann) | 30575    | |
| 18748 (1066)     | Beim Schlump 84g (Lage) | O   | Krankenhausgebäude                                           | | 1876/1878; 1888/1890; 1898; 1905/1906; 1914/1915; 1931; 1934; 1950                                                                        | Kirchenpauer & Hauers (Kirchenpauer, Gustav/Hauers, Wilhelm); Philippi, S. H.; Allner, K. (Maurermeister); Heitmann; Bendixen, Rudolf; Speckbötel, Theodor; Bensel & Kamps (Bensel, Carl/Kamps, Johann) | 30575    | |
| 18749 (1066)     | Beim Schlump 85 (Lage) | O   | Krankenhausgebäude                                           | | 1876/1878; 1888/1890; 1898; 1905/1906; 1914/1915; 1931; 1934; 1950                                                                        | Kirchenpauer & Hauers (Kirchenpauer, Gustav/Hauers, Wilhelm); Philippi, S. H.; Allner, K. (Maurermeister); Heitmann; Bendixen, Rudolf; Speckbötel, Theodor; Bensel & Kamps (Bensel, Carl/Kamps, Johann) | 30575    | |
| 18750 (1066)     | Beim Schlump 85a (Lage) | O   | Krankenhausgebäude                                           | | 1876/1878; 1888/1890; 1898; 1905/1906; 1914/1915; 1931; 1934; 1950                                                                        | Kirchenpauer & Hauers (Kirchenpauer, Gustav/Hauers, Wilhelm); Philippi, S. H.; Allner, K. (Maurermeister); Heitmann; Bendixen, Rudolf; Speckbötel, Theodor; Bensel & Kamps (Bensel, Carl/Kamps, Johann) | 30575    | |
| 18754 (1066)     | Beim Schlump 85b (Lage) | O   | Krankenhausgebäude                                           | | 1876/1878; 1888/1890; 1898; 1905/1906; 1914/1915; 1931; 1934; 1950                                                                        | Kirchenpauer & Hauers (Kirchenpauer, Gustav/Hauers, Wilhelm); Philippi, S. H.; Allner, K. (Maurermeister); Heitmann; Bendixen, Rudolf; Speckbötel, Theodor; Bensel & Kamps (Bensel, Carl/Kamps, Johann) | 30575    | |
| 18751 (1066)     | Beim Schlump 85c (Lage) | O   | Krankenhausgebäude                                           | | 1876/1878; 1888/1890; 1898; 1905/1906; 1914/1915; 1931; 1934; 1950                                                                        | Kirchenpauer & Hauers (Kirchenpauer, Gustav/Hauers, Wilhelm); Philippi, S. H.; Allner, K. (Maurermeister); Heitmann; Bendixen, Rudolf; Speckbötel, Theodor; Bensel & Kamps (Bensel, Carl/Kamps, Johann) | 30575    | |
| 19212 (1066)     | Beim Schlump 85d (Lage) | O   | Krankenhausgebäude                                           | | 1876/1878; 1888/1890; 1898; 1905/1906; 1914/1915; 1931; 1934; 1950                                                                        | Kirchenpauer & Hauers (Kirchenpauer, Gustav/Hauers, Wilhelm); Philippi, S. H.; Allner, K. (Maurermeister); Heitmann; Bendixen, Rudolf; Speckbötel, Theodor; Bensel & Kamps (Bensel, Carl/Kamps, Johann) | 30575    | |
| 18758 (1066)     | Beim Schlump 85e (Lage) | O   | Krankenhausgebäude                                           | | 1876/1878; 1888/1890; 1898; 1905/1906; 1914/1915; 1931; 1934; 1950                                                                        | Kirchenpauer & Hauers (Kirchenpauer, Gustav/Hauers, Wilhelm); Philippi, S. H.; Allner, K. (Maurermeister); Heitmann; Bendixen, Rudolf; Speckbötel, Theodor; Bensel & Kamps (Bensel, Carl/Kamps, Johann) | 30575    | |
| 30576            | Bieberstraße 2, Grindelhof 52 (Lage) | E   |                                                              | Bieberstraße 2 / Grindelhof 52 | | | 30576    | |
| 18764            | Bieberstraße 2 (Lage) | O   | Etagenhaus                                                   | | 1895 | nicht ermittelbar | 30576    | BW |
| 29516            | Bieberstraße 7, 9 (Lage) | O   | Etagenhaus                                                   | | 1903 | Michaelsen, Ernst |          | weitere Bilder |
| 30650            | Binderstraße 13, 15, Rothenbaumchaussee 47, 49 (Lage) | E   |                                                              | Rothenbaumchaussee / Binderstraße | | | 30650    | BW |
| 19498            | Binderstraße 13, Rothenbaumchaussee 49 (Lage) | O   | Wohnhaus                                                     | | 1925 | nicht ermittelbar | 30650    | BW |
| 19135 (619)      | Binderstraße 14 (Lage) | O   | Museumsgebäude                                               | Museum am Rothenbaum – Kulturen und Künste der Welt | 1907–1912; 1929 | Erbe, Albert |          | |
| 19497            | Binderstraße 15 (Lage) | O   | Wohnhaus                                                     | | 1925 | nicht ermittelbar | 30650    | BW |
| 29528            | Binderstraße 24 (Lage) | O   | Etagenhaus                                                   | Haus mit Vorgartenzaun | 1894 | |          | BW |
| 29246 (1185)     | Binderstraße 26, 30, Schlüterstraße 51, 53, 55 (Lage) | O   | Fernsprechamt / Postgebäude                                  | Zentralfernsprechamt | 1902/1907 | Schuppan, Paul; Sucksdorff |          | |
| 30655            | Binderstraße 40, Schlüterstraße 2, 4, 6, 10, 10a, 12, 14, 16, 18, 20, 22 (Lage) | E   |                                                              | Schlüterstraße / Moorweidenstraße | | | 30655    | BW |
| 19531            | Binderstraße 40, Rothenbaumchaussee 29, Von-Melle-Park 8 (Lage) | O   | Lehrgebäude                                                  | Erziehungswissenschaftliches Institut | 1960 | Seitz, Paul (mit Beck und Schwier) | 30661    | |
| 18942            | Binderstraße 40, Schlüterstraße 10, 10a (Lage) | O   | Etagenhaus                                                   | | 1893/1896 | nicht ermittelbar | 30655    | BW |
| 30577            | Böhmersweg 2, 4, 6 (Lage) | E   |                                                              | Böhmersweg 2-6 | | | 30577    | BW |
| 18766 (1039)     | Böhmersweg 2 (Lage) | O   | Wohnhaus                                                     | | 1864; 1934 (Umbau) | Jolasse, Jean David (vermutl.) | 30577    | |
| 18765 (1039)     | Böhmersweg 4 (Lage) | O   | Wohnhaus                                                     | | 1864; 1901 (Umbau) | Jolasse, Jean David (vermutl.) | 30577    | |
| 18767            | Böhmersweg 6 (Lage) | O   | Wohnhaus                                                     | | 1864; 1935 (Umbau) | Jolasse, Jean David (vermutl.) | 30577    | BW |
| 30578            | Böhmersweg 20, 22, 24 (Lage) | E   |                                                              | Böhmersweg 20-24 | | | 30578    | BW |
| 18769 (1936)     | Böhmersweg 20 (Lage) | O   | Wohnhaus                                                     | | 1864 | Jolasse, Jean David (vermutl.) | 30578    | BW |
| 18770            | Böhmersweg 22 (Lage) | O   | Wohnhaus                                                     | | 1864 | Jolasse, Jean David (vermutl.) | 30578    | BW |
| 18768            | Böhmersweg 24 (Lage) | O   | Wohnhaus                                                     | | 1864 | Jolasse, Jean David (vermutl.) | 30578    | BW |
| 30558            | Böttgerstraße 2, 3, 4 (Lage) | E   |                                                              | Böttgerstraße 2-4 | | | 30558    | BW |
| 18412            | Böttgerstraße 2 (Lage) | O   | Wohnhaus                                                     | | 1860, um | nicht ermittelbar | 30558    | BW |
| 18413 (1623)     | Böttgerstraße 3 (Lage) | O   | Wohnhaus                                                     | | 1860, um | nicht ermittelbar | 30558    | |
| 18414 (1623)     | Böttgerstraße 4 (Lage) | O   | Wohnhaus                                                     | | 1860, um | nicht ermittelbar | 30558    | |
| 30557            | Böttgerstraße 14, 15, Mittelweg 150, 151 (Lage) | E   |                                                              | Böttgerstraße / Mittelweg | | | 30557    | BW |
| 18409            | Böttgerstraße 14, 15 (Lage) | O   | Doppelhaus                                                   | | 1906/1907; 1940 (Umbau) | Engel, Semmy; Kohl, K. (Umbau) | 30557    | BW |
| 18993            | Bundesstraße 3 (Lage) | O   | Etagenhaus                                                   | | 1872, um | nicht ermittelbar | 30611    | |
| 18994            | Bundesstraße 4 (Lage) | O   | Etagenhaus                                                   | | 1958; 1978 (Umbauten) | Bormann, H.; Hansen, Karl-Heinz | 30611    | BW |
| 18996            | Bundesstraße 5 (Lage) | O   | Etagenhaus                                                   | | 1875, um; 1985 (Sanierung) | Timm, G. | 30611    | |
| 18992            | Bundesstraße 6 (Lage) | O   | Etagenhaus                                                   | | 1872 | Witte, H. J. | 30611    | |
| 18997            | Bundesstraße 7 (Lage) | O   | Etagenhaus                                                   | | 1872 | Buhrmester, H. | 30611    | |
| 18998            | Bundesstraße 8 (Lage) | O   | Etagenhaus                                                   | | 1868 | nicht ermittelbar | 30611    | |
| 19209            | Bundesstraße 9 (Lage) | O   | Etagenhaus                                                   | | 1878/1879; 1988 (Ausbau) | nicht ermittelbar | 30611    | |
| 18999            | Bundesstraße 10 (Lage) | O   | Etagenhaus                                                   | | 1874/1875 | Seelig, S. | 30611    | BW |
| 19210            | Bundesstraße 11, 11a (Lage) | O   | Etagenhaus                                                   | | 1882/1883 | Seelig, S. | 30611    | |
| 19000            | Bundesstraße 12 (Lage) | O   | Etagenhaus                                                   | | 1872/1873 | Seelig, S. | 30611    | |
| 19001            | Bundesstraße 14 (Lage) | O   | Etagenhaus                                                   | | 1872/1873 | Seelig, S. | 30611    | |
| 19002            | Bundesstraße 15 (Lage) | O   | Etagenhaus                                                   | | 1908/1909; 1950 (Instandsetzung) | Radel, George | 30611    | |
| 19003            | Bundesstraße 16 (Lage) | O   | Etagenhaus                                                   | | 1874/1875 | Seelig, S. | 30611    | BW |
| 19004 (1885)     | Bundesstraße 18 (Lage) | O   | Etagenhaus                                                   | | 1874/1875 | Necker, Adolph Theodor | 30611    | |
| 19207            | Bundesstraße 20 (Lage) | O   | Etagenhaus                                                   | | 1904/1905 | Rachvoll, P. | 30611    | |
| 19205            | Bundesstraße 22 (Lage) | O   | Etagenhaus                                                   | | 1879/1880 | Necker, Adolph Theodor | 30611    | |
| 19206            | Bundesstraße 24, 26 (Lage) | O   | Etagenhaus                                                   | | 1887 | nicht ermittelbar | 30611    | |
| 19208            | Bundesstraße 28 (Lage) | O   | Wohnhaus / Geschäftshaus (vermutl.)                          | | 1879 | Gevert, H. F. H. | 30611    | |
| 19132            | Bundesstraße 43 (Lage) | O   | Stiftsgebäude                                                | Warburgstift, ehem. | 1888/1891 | Rambatz & Jolasse (Rambatz, Johann Gottlieb/Jolasse, Wilhelm) |          | weitere Bilder |
| 19005            | Bundesweg 3, 4 (Lage) | O   | Wohnhaus                                                     | | 1850/1870, um | nicht ermittelbar | 30611    | BW |
| 30552            | Dillstraße 1, 3, Grindelhof 39 (Lage) | E   |                                                              | Grindelhof / Dillstraße | | | 30552    | |
| 18277            | Dillstraße 1 (Lage) | O   | Etagenhaus                                                   | | 1906/1907 | Plötz, Carl | 30552    | BW |
| 18278            | Dillstraße 3 (Lage) | O   | Etagenhaus                                                   | | 1906/1907 | Plötz, Carl | 30552    | BW |
| 30560            | Dillstraße 19, 21, Rappstraße 1, 3, 5, 7, 9, 11, 13 (Lage) | E   |                                                              | Dillstraße / Rappstraße | | | 30560    | BW |
| 18424            | Dillstraße 19 (Lage) | O   | Etagenhaus                                                   | | 1890 | Klücher, Albert | 30560    | BW |
| 18425            | Dillstraße 21 (Lage) | O   | Etagenhaus                                                   | | 1891 | nicht ermittelt | 30560    | BW |
| 18928            | Durchschnitt 19 (Lage) | O   | Etagenhaus                                                   | Nummer geändert von 18928 nach 19002 (gemeinsam mit Bundesstraße 15) | 1908/1909; 1950 (Instandsetzung) | Radel, George | 30611    | BW |
| 18682            | Edmund-Siemers-Allee 1 (Lage) | O   | Lehrgebäude                                                  | Hauptgebäude der Universität Hamburg | 1909/1911; 1965 (Umbau) | Distel & Grubitz (Distel, Hermann/Grubitz, August); Langer, K. |          | |
| 18673 (9)        | Edmund-Siemers-Allee Ecke Rothenbaumchaussee (Lage) | O   | Denkmal                                                      | Denkmal für Johann Georg Büsch | 1802 | Arens, Johann August; Beckmann und Wittgreff (Steinarbeiten); Matthäi, Ernst/Wolff, C. (Bronzerelief)                                                                                                   |          | weitere Bilder |
| 18686            | Feldbrunnenstraße 3 (Lage) | O   | Reihenvilla                                                  | | 1900/1901 | Radel, George |          | |
| 18427 (1058)     | Feldbrunnenstraße 11, 13 (Lage) | O   | Doppelhaus                                                   | | 1890/1891 | Radel, George |          | |
| 18710            | Feldbrunnenstraße 16 (Lage) | O   | Reihenvilla                                                  | | 1897 | Rackwitz, Hans |          | |
| 30561            | Feldbrunnenstraße 17, 19, 21, 23 (Lage) | E   |                                                              | Feldbrunnenstraße 17-23 | | | 30561    | BW |
| 18430            | Feldbrunnenstraße 17 (Lage) | O   | Reihenvilla                                                  | | 1890/1891 | Heyn, J. B. | 30561    | |
| 18695 (882)      | Feldbrunnenstraße 18 (Lage) | O   | Einfamilienhaus                                              | | 1897/1899; 1935 (Umbau); 1961 (Umbau); 1986 (Sanierung)                                                                                   | Rackwitz, Hans; Lindner, G.; Koyen, G. W.; Jacobsgaard, K. |          | |
| 18428 (1516)     | Feldbrunnenstraße 19 (Lage) | O   | Reihenvilla                                                  | | 1890/1891 | Heyn, J. B. | 30561    | |
| 18429            | Feldbrunnenstraße 21 (Lage) | O   | Reihenvilla                                                  | | 1890/1891 | Heyn, J. B. | 30561    | |
| 18431            | Feldbrunnenstraße 23 (Lage) | O   | Reihenvilla                                                  | | 1890/1891; 1936 (Umbau); 1992 (Instandsetzung)                                                                                            | Kohls, K.; Huster, Paul (Umbau); Brandi, Bruno (1992) | 30561    | |
| 18698            | Feldbrunnenstraße 29 (Lage) | O   | Einfamilienhaus                                              | | 1891 | Hauers, Wilhelm |          | |
| 19138 (887)      | Feldbrunnenstraße 33 (Lage) | O   | Einfamilienhaus                                              | | nicht ermittelt | nicht ermittelt |          | |
| 30562            | Feldbrunnenstraße 50, 52, 54, 56 (Lage) | E   |                                                              | Feldbrunnenstraße 50-56 | | | 30562    | BW |
| 18145            | Feldbrunnenstraße 50 (Lage) | O   | Villa                                                        | | 1905 | Haller, Martin/Lamprecht, Leopold | 30562    | |
| 19213            | Feldbrunnenstraße 52, 54 (Lage) | O   | Doppelhaus                                                   | | 1906/1907 | Lundt & Kallmorgen (Lundt, Werner/Kallmorgen, Georg) | 30562    | |
| 19214            | Feldbrunnenstraße 56 (Lage) | O   | Villa                                                        | | 1908/1909 | Lundt & Kallmorgen (Lundt, Werner/Kallmorgen, Georg) | 30562    | |
| 19139 (642)      | Feldbrunnenstraße 58 (Lage) | O   | Villa                                                        | Villa Ballin | 1908/1909 | Lundt & Kallmorgen (Lundt, Werner/Kallmorgen, Georg) |          | |
| 29514            | Feldbrunnenstraße 64, 66 (Lage) | O   | Doppelhaus                                                   | | 1909/1910 | Lundt & Kallmorgen (Lundt, Werner/Kallmorgen, Georg) |          | |
| 19216            | Feldbrunnenstraße 68 (Lage) | O   | Wohnhaus                                                     | | 1908/1909 | Dorn, Ernst Paul |          | |
| 19215            | Feldbrunnenstraße 70 (Lage) | O   | Wohnhaus                                                     | | 1909/1910 | Gerson, Hans/Gerson, Oskar |          | |
| 19140 (504, 505) | Fontenay Ecke Alsterufer, in der Anlage hinter dem Kriegerdenkmal (Lage) | O   | Denkmal                                                      | Denkmal für John Fontenay | 1835, nach | |          | |
| 18980            | Fontenay-Allee 1, 2 (Lage) | O   | Wohngebäude/Bürohaus                                         | | 1971/1972 | Gerkan, Marg & Partner (Gerkan, Meinhard von/Marg, Volkwin) | 30609    | BW |
| 19141            | Fontenay-Allee o.Nr. (Lage) | O   | Allee                                                        | Fontenay-Allee | 1818, nach | |          | |
| 18990            | Grindelallee 1 (Lage) | O   | Etagenhaus                                                   | | 1872, um | Necker, Adolph Theodor | 30611    | BW |
| 19518            | Grindelallee 9 (Lage) | O   | Verwaltungsgebäude                                           | Studentenwerk, Bafög-Amt der Universität Hamburg | 1966/1969 | Jäger, Rudolf/Gries, Johannes/Bruzema, Daniel |          | weitere Bilder |
| 19299            | Grindelallee 46, 48 (Lage) | O   | Lehrgebäude                                                  | Mineralogisch-Petrographisches Institut | 1955–1957 | Seitz, Paul (mit Schwier) | 30661    | weitere Bilder |
| 19300            | Grindelallee 76 (Lage) | O   | Studentenwohnheim                                            | Studentenwohnheim Grindelallee | 1955–1957 | Seitz, Paul (mit Schwier) | 30661    | weitere Bilder |
| 45642            | Grindelallee 100 (Lage) | O   | Wohn- und Geschäftshaus                                      | Eckhaus, wird der Postmoderne zugerechnet. | 1985–1987 | Meinhard von Gerkan und Klaus Staratzke (gmp) |          | weitere Bilder |
| 29521            | Grindelallee 162, 164 (Lage) | O   | Einfamilienhaus                                              | | 1875 | Röde, J. H. |          | |
| 19303            | Grindelhof 24 (Lage) | O   | Luftschutzbau, Bunkerhaus                                    | | 1941–1942 | Averhoff & Dyrssen (Averhoff, Peter/Dyrssen, Friedrich) | 30661    | BW |
| 19143 (630)      | Grindelhof 30 (Lage) | O   | Schulgebäude                                                 | Talmud-Tora-Schule, ehem. | 1909/1911 | Friedheim, Ernst |          | weitere Bilder |
| 18279            | Grindelhof 39 (Lage) | O   | Etagenhaus                                                   | | 1906/1907 | Plötz, Carl | 30552    | |
| 29532 (1331)     | Grindelhof 42 (Lage) | O   | Einfamilienhaus, Reihenvilla                                 | Reihenhaus mit Vorgarten, Garten, mehreren Gartenhäuschen und Eisenzaun | 1875 | Schirlitz, F. G. |          | |
| 18763            | Grindelhof 52 (Lage) | O   | Etagenhaus                                                   | | 1894 | Rowohl, O. K. H. | 30576    | |
| 18681 (1633)     | Grindelhof 63 (Lage) | O   | Einfamilienhaus                                              | | 1869; 1910 | nicht ermittelbar |          | |
| 19198            | Grindelhof 69 (Lage) | O   | Etagenhaus                                                   | | 1893, vor | |          | BW |
| 30553            | Grindelhof 81, 83 HAUS 1, 83 HAUS 11, 83 HAUS 13, 83 HAUS 15, 83 HAUS 17, 83 HAUS 19, 83 HAUS 2, 83 HAUS 21, 83 HAUS 3, 83 HAUS 4, 83 HAUS 5, 83 HAUS 6, 83 HAUS 7, 83 HAUS 9 (Lage) | E   |                                                              | Terrassen Grindelhof 81-83 | | | 30553    | |
| 18280            | Grindelhof 81 (Lage) | O   | Wohn- und Geschäftshaus, Etagenhaus                          | | 1892/1893 | Heidtmann, A. | 30553    | |
| 17633            | Grindelhof 83 HAUS 11 (Lage) | O   | Wohngebäude (Hinterhaus, Wohnterrasse)                       | | 1892/1893 | Heidtmann, A. | 30553    | |
| 17632            | Grindelhof 83 HAUS 13 (Lage) | O   | Wohngebäude (Hinterhaus, Wohnterrasse)                       | | 1892/1893 | Heidtmann, A. | 30553    | |
| 17631            | Grindelhof 83 HAUS 15 (Lage) | O   | Wohngebäude (Hinterhaus, Wohnterrasse)                       | | 1892/1893 | Heidtmann, A. | 30553    | |
| 19220            | Grindelhof 83 HAUS 17 (Lage) | O   | Wohngebäude (Hinterhaus, Wohnterrasse)                       | | 1892/1893 | Heidtmann, A. | 30553    | |
| 17630            | Grindelhof 83 HAUS 19 (Lage) | O   | Wohngebäude (Hinterhaus, Wohnterrasse)                       | | 1892/1893 | Heidtmann, A. | 30553    | |
| 19221            | Grindelhof 83 HAUS 21 (Lage) | O   | Wohngebäude (Hinterhaus, Wohnterrasse)                       | | 1892/1893 | Heidtmann, A. | 30553    | |
| 19218            | Grindelhof 83 HAUS 1 (Lage) | O   | Wohngebäude (Hinterhaus, Wohnterrasse)                       | | 1892/1893 | Heidtmann, A. | 30553    | |
| 18281            | Grindelhof 83 HAUS 2 (Lage) | O   | Wohngebäude (Hinterhaus, Wohnterrasse)                       | | 1892/1893 | Heidtmann, A. | 30553    | |
| 19219            | Grindelhof 83 HAUS 3 (Lage) | O   | Wohngebäude (Hinterhaus, Wohnterrasse)                       | | 1892/1893 | Heidtmann, A. | 30553    | |
| 18283            | Grindelhof 83 HAUS 4 (Lage) | O   | Wohngebäude (Hinterhaus, Wohnterrasse)                       | | 1892/1893 | Heidtmann, A. | 30553    | |
| 18282            | Grindelhof 83 HAUS 5 (Lage) | O   | Wohngebäude (Hinterhaus, Wohnterrasse)                       | | 1892/1893 | Heidtmann, A. | 30553    | |
| 18284            | Grindelhof 83 HAUS 6 (Lage) | O   | Wohngebäude (Hinterhaus, Wohnterrasse)                       | | 1892/1893 | Heidtmann, A. | 30553    | |
| 17634            | Grindelhof 83 HAUS 7 (Lage) | O   | Wohngebäude (Hinterhaus, Wohnterrasse)                       | | 1892/1893 | Heidtmann, A. | 30553    | |
| 17629            | Grindelhof 83 HAUS 9 (Lage) | O   | Wohngebäude (Hinterhaus, Wohnterrasse)                       | | 1892/1893 | Heidtmann, A. | 30553    | |
| 30659            | Grindelhof 89 HAUS 1, 89 HAUS 3, 89 HAUS 5, 89 HAUS 7, 89 HAUS 9 (Lage) | E   |                                                              | Lindenhof-Terrasse Grindelhof | | | 30659    | |
| 19281 (867)      | Grindelhof 89 HAUS 1 (Lage) | O   | Mehrfamilienhaus (Wohnterrasse)                              | Lindenhof-Terrasse, ehem. | 1892/1893 | Heidtmann, A. | 30659    | |
| 19279 (867)      | Grindelhof 89 HAUS 3 (Lage) | O   | Mehrfamilienhaus (Wohnterrasse)                              | Lindenhof-Terrasse, ehem. | 1892/1893 | Heidtmann, A. | 30659    | |
| 19526 (867)      | Grindelhof 89 HAUS 5 (Lage) | O   | Mehrfamilienhaus (Wohnterrasse)                              | Lindenhof-Terrasse, ehem. | 1892/1893 | Heidtmann, A. | 30659    | |
| 19280 (867)      | Grindelhof 89 HAUS 7 (Lage) | O   | Mehrfamilienhaus (Wohnterrasse)                              | Lindenhof-Terrasse, ehem. | 1892/1893 | Heidtmann, A. | 30659    | |
| 19282 (867)      | Grindelhof 89 HAUS 9 (Lage) | O   | Mehrfamilienhaus (Wohnterrasse)                              | Lindenhof-Terrasse, ehem. | 1892/1893 | Heidtmann, A. | 30659    | |
| 18987            | Grindelweg 1 (Lage) | O   | Mehrfamilienhaus (Wohnterrasse)                              | | 1860/1870 | nicht ermittelt | 30611    | |
| 18983            | Grindelweg 1a (Lage) | O   | Mehrfamilienhaus (Wohnterrasse)                              | | 1890, um | nicht ermittelbar | 30611    | BW |
| 18931            | Grindelweg 2 (Lage) | O   | Mehrfamilienhaus (Wohnterrasse)                              | | 1860/1870 | nicht ermittelbar | 30611    | BW |
| 18988            | Grindelweg 2a (Lage) | O   | Mehrfamilienhaus (Wohnterrasse)                              | | 1890, um | nicht ermittelbar | 30611    | |
| 18926            | Grindelweg 3 (Lage) | O   | Mehrfamilienhaus (Wohnterrasse)                              | | 1860/1870 | nicht ermittelbar | 30611    | |
| 18932            | Grindelweg 3a (Lage) | O   | Mehrfamilienhaus (Wohnterrasse)                              | | 1890, um | nicht ermittelbar | 30611    | BW |
| 18927            | Grindelweg 4 (Lage) | O   | Mehrfamilienhaus (Wohnterrasse)                              | | 1860/1870 | nicht ermittelbar | 30611    | |
| 18986            | Grindelweg 4a (Lage) | O   | Mehrfamilienhaus (Wohnterrasse)                              | | 1890, um | nicht ermittelbar | 30611    | BW |
| 18930            | Grindelweg 5 (Lage) | O   | Mehrfamilienhaus (Wohnterrasse)                              | | 1860/1870 | nicht ermittelbar | 30611    | BW |
| 18985            | Grindelweg 6 (Lage) | O   | Mehrfamilienhaus (Wohnterrasse)                              | | 1860/1870 | nicht ermittelbar | 30611    | |
| 18989            | Grindelweg 7 (Lage) | O   | Mehrfamilienhaus (Wohnterrasse)                              | | 1860/1870 | nicht ermittelbar | 30611    | |
| 18991            | Grindelweg 8 (Lage) | O   | Mehrfamilienhaus (Wohnterrasse)                              | | 1860/1870 | nicht ermittelbar | 30611    | |
| 18933            | Grindelweg 9 (Lage) | O   | Mehrfamilienhaus (Wohnterrasse)                              | | 1860/1870 | nicht ermittelbar | 30611    | BW |
| 18984            | Grindelweg 10 (Lage) | O   | Mehrfamilienhaus (Wohnterrasse)                              | | 1860/1870 | nicht ermittelbar | 30611    | BW |
| 18929            | Grindelweg 11 (Lage) | O   | Mehrfamilienhaus (Wohnterrasse)                              | | 1860/1870 | nicht ermittelbar | 30611    | |
| 18669            | Hallerplatz 1 (Lage) | O   | Etagenhaus                                                   | | 1913/1915 | Wagner, R. |          | BW |
| 30613            | Hallerplatz 7, 9, 11, 13 (Lage) | E   |                                                              | Hallerplatz 7-13 | | | 30613    | BW |
| 17640            | Hallerplatz 7 (Lage) | O   | Einfamilienhaus                                              | | 1880, um | nicht ermittelbar | 30613    | BW |
| 17642            | Hallerplatz 9 (Lage) | O   | Einfamilienhaus                                              | | 1873 | Stuhlmann, Ernst | 30613    | BW |
| 17641            | Hallerplatz 11 (Lage) | O   | Einfamilienhaus                                              | | 1872 | Kryck, P. H. | 30613    | BW |
| 17639 (874)      | Hallerplatz 13 (Lage) | O   | Einfamilienhaus                                              | | 1872 | Böttger, W. A. | 30613    | |
| 30612            | Hallerplatz 14, Hallerstraße 72, 74, 76, 76b (Lage) | E   |                                                              | Hallerplatz / Hallerstraße | | | 30612    | BW |
| 17635            | Hallerplatz 14 (Lage) | O   | Etagenhaus                                                   | | 1904 | Dohs, H. | 30612    | BW |
| 29526 (1257)     | Hallerstraße 6, 8 (Lage) | O   | Etagenhaus; Einfriedung                                      | Gebäude mit Vorgartenbefriedung | 1886 | Lorenzen, Ludwig |          | |
| 18670            | Hallerstraße 20 (Lage) | O   | Einfamilienhaus                                              | | 1870/1875 | nicht ermittelt |          | |
| 19262            | Hallerstraße 50 (Lage) | O   | Reihenvilla                                                  | | 1880 | Kohl, Otto |          | |
| 18671            | Hallerstraße 58 (Lage) | O   | Einfamilienhaus                                              | Seit 1995 Kindertagesstätte des Studentenwerks Hamburg | 1879/1880 | Brekelbaum, Johann Heinrich Martin |          | |
| 19263            | Hallerstraße 62, 64 (Lage) | O   | Doppelhaus                                                   | | 1880, um | nicht ermittelbar |          | BW |
| 17637            | Hallerstraße 72 (Lage) | O   | Etagenhaus                                                   | | 1902 | Engel, Semmy | 30612    | BW |
| 17638            | Hallerstraße 74 (Lage) | O   | Etagenhaus                                                   | | 1904 | Kaune, Heinrich | 30612    | BW |
| 17636            | Hallerstraße 76, 76b (Lage) | O   | Etagenhaus                                                   | | 1903 | Engel, Semmy | 30612    | BW |
| 30652            | Hartungstraße 1, 3, 4, 5, 8, 12, Rothenbaumchaussee 87, 91 (Lage) | E   |                                                              | Rothenbaumchaussee / Hartungstraße | | | 30652    | BW |
| 19507            | Hartungstraße 1 (Lage) | O   | Etagenhaus                                                   | | 1894/1895 | Foßhag, Edgar | 30652    | BW |
| 19508            | Hartungstraße 3 (Lage) | O   | Etagenhaus                                                   | | 1894 | Foßhag, Edgar | 30652    | BW |
| 19504            | Hartungstraße 4 (Lage) | O   | Etagenhaus                                                   | | 1902 | Engel, Semmy | 30652    | BW |
| 19502            | Hartungstraße 5 (Lage) | O   | Fassade                                                      | | 1894 | Diedrich, F. | 30652    | BW |
| 19505            | Hartungstraße 8 (Lage) | O   | Etagenhaus                                                   | | 1903 | Engel, Semmy | 30652    | BW |
| 20115            | Hartungstraße 9, 11 (Lage) | O   | Logenhaus                                                    | Logenhaus der Henry-Jones-Loge / jüdische Gemeinschaftshaus, ehem. (Kammerspiele) | 1903–1904; 1937 | Engel, Semmy; Block & Hochfeld (Block, Fritz/Hochfeld, Ernst) |          | BW |
| 19506            | Hartungstraße 12 (Lage) | O   | Etagenhaus                                                   | | 1894/1895 | Kaune, Heinrich | 30652    | BW |
| 18668 (523)      | Harvestehuder Weg 5 (Lage) | O   | Wohnhaus                                                     | Sloman-Burg | 1848/1849 | Jolasse, Jean David |          | |
| 18667 (524)      | Harvestehuder Weg 6 (Lage) | O   | Wohnhaus                                                     | Sloman-Burg | 1848 | Jolasse, Jean David; Brekelbaum, J. |          | |
| 18666 (803)      | Harvestehuder Weg 8a (Lage) | O   | Wohnhaus                                                     | Villa Laeisz | 1906/1907 | Dorn, Ernst Paul |          | |
| 18177 (1815)     | Harvestehuder Weg 10, 12 (Lage) | O   | Luftschutzbau                                                | | 1939–1940; 1943 | |          | weitere Bilder |
| 18665            | Harvestehuder Weg 12, Milchstraße 12 (Lage) | O   | Wohnhaus                                                     | Budge-Palais, ehem. (Hochschule für Musik und Theater) | 1884; 1900/1913 (Umbau); 1947 (Umbau) | Haller, Martin/Lamprecht, Leopold; Haller & Geißler (Haller, Martin/Geißler, Hermann); Elingius & Schramm                                                                                               |          | |
| 30663            | Harvestehuder Weg 13, 13a (Lage) | E   |                                                              | Harvestehuder Weg 13-13a | | | 30663    | |
| 19541 (1044)     | Harvestehuder Weg 13 (Lage) | O   | Wohnhaus                                                     | | 1890/1891 | Haller, Martin | 30663    | |
| 19540 (1044)     | Harvestehuder Weg 13a (Lage) | O   | Remise                                                       | | 1890/1891 | Haller, Martin; Pinnau, Cäsar | 30663    | |
| 18664 (1008)     | Harvestehuder Weg 14 (Lage) | O   | Wohnhaus                                                     | | 1866; 1896/1899 (Erweiterung) | Haller, Martin; Haller, Martin |          | |
| 29513            | Harvestehuder Weg neben Nr. 1 a (Lage) | O   | Bootsanleger (Ponton; Brücke)                                | Anleger Alte Rabenstraße, Bootsanleger mit Ponton und Brücke | 20. Jh., Anfang | |          | |
| 29524            | Harvestehuder Weg o.Nr. (Lage) | O   | Park                                                         | Alsterpark, Alstervorland / Harvestehuder Weg: Grünfläche, Brücke, Rondell, Skulpturen, ehem. Skulpturenpark mit seiner Ausstattung (Backsteinmäuerchen, Standflächen der Skulpturen), Aussichtspunkt, Backsteinmäuerchen und Teich | 1953 | Lüttge, Gustav |          | |
| 30617            | Heimhuder Straße 3, Moorweidenstraße 5, 7, 9 (Lage) | E   |                                                              | Moorweidenstraße / Heimhuder Straße | | | 30617    | BW |
| 19256            | Heimhuder Straße 3 (Lage) | O   | Etagenhaus                                                   | | 1882/83 | Paetz, F. | 30617    | BW |
| 18663            | Heimhuder Straße 5 (Lage) | O   | Wohnhaus                                                     | | 1875 | Haller, Martin |          | BW |
| 30603            | Heimhuder Straße 6, Moorweidenstraße 4, Tesdorpfstraße 11 (Lage) | E   |                                                              | Moorweidenstraße / Heimhuder Straße / Tesdorpfstraße | | | 30603    | BW |
| 18653            | Heimhuder Straße 6 (Lage) | O   | Etagenhaus                                                   | | 1876 | Heinemeyer, J. H. C. | 30603    | BW |
| 30615            | Heimhuder Straße 8, 10, 11, 12, 13, 14, 15, 16, 17, 18, 19, 20, 21, 22, 23, 24, 25, 26, 27, 28, 29, 29a, 30, 32, 34 (Lage) | E   |                                                              | Heimhuder Straße 8-34, 11-29a | | | 30615    | BW |
| 17650            | Heimhuder Straße 8 (Lage) | O   | Etagenhaus                                                   | | 1874 | Bahre & Querfeld (Bahre, Ricardo/Querfeld, Carl) | 30615    | |
| 19306            | Heimhuder Straße 10 (Lage) | O   | Einfamilienhaus                                              | | 1872 | Bahre & Querfeld (Bahre, Ricardo/Querfeld, Carl) | 30615    | BW |
| 19315            | Heimhuder Straße 11 (Lage) | O   | Etagenhaus                                                   | | 1877/1878 | Ahrens, J. E. | 30615    | BW |
| 19314            | Heimhuder Straße 12 (Lage) | O   | Einfamilienhaus                                              | | 1874/1875 | Spannuth, H. | 30615    | BW |
| 19313            | Heimhuder Straße 13, 15 (Lage) | O   | Doppelhaus                                                   | | 1874/1875 | Stammann, Hugo | 30615    | |
| 19312            | Heimhuder Straße 14 (Lage) | O   | Wohnhaus                                                     | | 1874 | Schierlitz, F.G. | 30615    | |
| 19311            | Heimhuder Straße 16, 18 (Lage) | O   | Doppelhaus                                                   | | 1874 | Hallier, Eduard | 30615    | BW |
| 19310            | Heimhuder Straße 17 (Lage) | O   | Wohnhaus                                                     | | 1874/1875 | Kryck, P. H. | 30615    | |
| 19309            | Heimhuder Straße 19 (Lage) | O   | Wohnhaus                                                     | | 1874/1875 | Bong, C. C. | 30615    | BW |
| 17653            | Heimhuder Straße 20, 22 (Lage) | O   | Doppelhaus                                                   | | 1876 | Spannuth, H. | 30615    | |
| 19307            | Heimhuder Straße 21 (Lage) | O   | Wohnhaus                                                     | | 1874/1875 | Bong, C. C. | 30615    | |
| 17652            | Heimhuder Straße 23 (Lage) | O   | Wohnhaus                                                     | | 1874/1875 | Bong, C. C. | 30615    | |
| 17655            | Heimhuder Straße 24, 26 (Lage) | O   | Doppelhaus                                                   | | 1877 | Spannuth, H. | 30615    | |
| 19308            | Heimhuder Straße 25 (Lage) | O   | Wohnhaus                                                     | | 1874 | Cordts, H. C. W. | 30615    | |
| 17651            | Heimhuder Straße 27 (Lage) | O   | Wohnhaus                                                     | | 1874/1875 | Stuhlmann, Ernst | 30615    | |
| 17648            | Heimhuder Straße 28, 30 (Lage) | O   | Doppelhaus                                                   | | 1874 | Ahrens, J. E. | 30615    | |
| 17649            | Heimhuder Straße 29 (Lage) | O   | Wohnhaus                                                     | | 1878/1879 | Heitmeyer, J. H. C. | 30615    | |
| 17647            | Heimhuder Straße 29a (Lage) | O   | Wohnhaus                                                     | | 1878/1879 | Heitmeyer, J. H. C. | 30615    | |
| 17654            | Heimhuder Straße 32 (Lage) | O   | Doppelhaus                                                   | | 1874 | Haller, Martin | 30615    | |
| 17654            | Heimhuder Straße 34 (Lage) | O   | Doppelhaus                                                   | | 1874 | Haller, Martin | 30615    | |
| 18662            | Heimhuder Straße 36 (Lage) | O   | Einfamilienhaus                                              | | 1880, um | nicht ermittelbar |          | |
| 19136            | Heimhuder Straße 39 (Lage) | O   | Einfamilienhaus                                              | | 1871; 1923/1927 (Umbau) | Nicht ermittelt; Schmidt, Kurt Felix (mit Höger, Hermann) (Umbau) |          | weitere Bilder |
| 30627            | Heimhuder Straße 40, Johnsallee 12, 14, 16, 18, 20, 22, 24 (Lage) | E   |                                                              | Johnsallee 12-24 | | | 30627    | BW |
| 29012            | Heimhuder Straße 40 (Lage) | O   | Wohnhaus                                                     | | 1870, um | nicht ermittelbar | 30627    | |
| 18660 (827)      | Heimhuder Straße 64 (Lage) | O   | Etagenhaus                                                   | | 1882 | Seelig, S. |          | |
| 18674            | Heimhuder Straße 65, 67 (Lage) | O   | Apartmenthaus                                                | | 1951/1952 | Streb, Ferdinand |          | |
| 29529 (1288)     | Heimhuder Straße 69, 69a (Lage) | O   | Villa                                                        | Haus und Vorgartenzaun | 1909 | Haller & Geißler (Haller, Martin/Geißler, Hermann) |          | |
| 18672 (1146)     | Heimhuder Straße 71 (Lage) | O   | Villa                                                        | Villa Süchting | 1910/1911 | Distel & Grubitz (Distel, Hermann/Grubitz, August) |          | |
| 29530 (1430)     | Heimhuder Straße 73 (Lage) | O   | Villa                                                        | Haus und Eisenzaun | 1909/1910 | Rzekonski, William/Rzekonski, Rudolf |          | |
| 18658 (1831)     | Heimhuder Straße 75 (Lage) | O   | Villa                                                        | | 1909/1910 | Rzekonski, William/Rzekonski, Rudolf |          | |
| 18657            | Heimhuder Straße 92 (Lage) | O   | Gemeindehaus                                                 | | 1907/1908 | Groothoff, Hugo |          | |
| 19119 (665)      | Heimhuder Straße nördlich von Nr. 92 (Lage) | O   | Kirche                                                       | St. Johanniskirche | 1880/1882 | Hauers, Wilhelm |          | weitere Bilder |
| 30599            | Heimweg 1, 2, 3, 4, 6, 8, 10, Mittelweg 22, 22a, 22b, 22c, 24, 24a, 24b, 24c, 25, 25 HAUS 1, 25 HAUS 2, 25 HAUS 3, 25 HAUS 4, 25 HAUS 5, 25 HAUS 6, 25a, 26, 27, 29, 29a, 30, 31, 31a (Lage) | E   |                                                              | Mittelweg / Heimweg | | | 30599    | BW |
| 18636            | Heimweg 1 (Lage) | O   | Wohnhaus                                                     | | 1905 | Rix, Max | 30599    | |
| 18632            | Heimweg 2 (Lage) | O   | Wohnhaus                                                     | | 1896 | Rix, Max | 30599    | |
| 18637            | Heimweg 3 (Lage) | O   | Wohnhaus                                                     | | 1905 | Rix, Max | 30599    | |
| 18639            | Heimweg 4 (Lage) | O   | Wohnhaus                                                     | | 1896 | Rix, Max | 30599    | |
| 18629            | Heimweg 6 (Lage) | O   | Wohnhaus                                                     | | 1896 | Rix, Max | 30599    | |
| 18621            | Heimweg 8 (Lage) | O   | Wohnhaus                                                     | | 1896 | Rix, Max | 30599    | |
| 18620            | Heimweg 10 (Lage) | O   | Wohnhaus                                                     | | 1896 | Rix, Max | 30599    | |
| 30654            | Heinrich-Barth-Straße 7, 9, 11, 13, 15, Rutschbahn 4, 6, 8, 10, 10a, 10b, 12 (Lage) | E   |                                                              | Rutschbahn / Heinrich-Barth-Straße | | | 30654    | BW |
| 19515            | Heinrich-Barth-Straße 7, 9 (Lage) | O   | Etagenhaus                                                   | | 1879 | Seelig, S. | 30654    | |
| 19514            | Heinrich-Barth-Straße 11 (Lage) | O   | Etagenhaus                                                   | | 1875/1876 | Uhlendorf, August | 30654    | |
| 19513            | Heinrich-Barth-Straße 13 (Lage) | O   | Etagenhaus                                                   | | 1880/1881 | Rick, L. G. | 30654    | |
| 18935            | Heinrich-Barth-Straße 15 (Lage) | O   | Etagenhaus                                                   | | 1880/1881 | Rick, L. G. | 30654    | |
| 30649            | Hermann-Behn-Weg 2, 4, 6, 6a, Rothenbaumchaussee 113 (Lage) | E   |                                                              | Siedlung Hermann-Behn-Weg / Rothenbaumchaussee | | | 30649    | BW |
| 19494            | Hermann-Behn-Weg 2 (Lage) | O   | Siedlungsbau                                                 | | 1936 | Elinigius & Schramm (Elingius, Erich/Schramm, Gottfried) | 30649    | BW |
| 19493            | Hermann-Behn-Weg 4 (Lage) | O   | Siedlungsbau                                                 | | 1936 | Elinigius & Schramm (Elingius, Erich/Schramm, Gottfried) | 30649    | BW |
| 19492            | Hermann-Behn-Weg 6 (Lage) | O   | Siedlungsbau                                                 | | 1936 | Elinigius & Schramm (Elingius, Erich/Schramm, Gottfried) | 30649    | BW |
| 19496            | Hermann-Behn-Weg 6a (Lage) | O   | Siedlungsbau                                                 | | 1936 | Elinigius & Schramm (Elingius, Erich/Schramm, Gottfried) | 30649    | BW |
| 30626            | Johnsallee 11, 13, 15, 17, 19, 21 (Lage) | E   |                                                              | Johnsallee 11-21 | | | 30626    | BW |
| 19320            | Johnsallee 11 (Lage) | O   | Reihenvilla                                                  | | 1870, um | nicht ermittelbar | 30626    | |
| 19324 (819)      | Johnsallee 12 (Lage) | O   | Reihenvilla                                                  | | 1870, um | nicht ermittelbar | 30627    | |
| 19319            | Johnsallee 13 (Lage) | O   | Reihenvilla                                                  | | 1870, um | nicht ermittelbar | 30626    | |
| 19325            | Johnsallee 14 (Lage) | O   | Reihenvilla                                                  | | 1872, um | nicht ermittelbar | 30627    | |
| 19317            | Johnsallee 15 (Lage) | O   | Kirche                                                       | | 1955 | Schween, Günter | 30626    | |
| 19326            | Johnsallee 16 (Lage) | O   | Reihenvilla                                                  | | 1872, um | | 30627    | |
| 19318            | Johnsallee 17 (Lage) | O   | Reihenvilla                                                  | | 1869 (vor) | nicht ermittelbar | 30626    | |
| 19328 (819)      | Johnsallee 18 (Lage) | O   | Reihenvilla                                                  | | 1872 | nicht ermittelbar | 30627    | |
| 19316            | Johnsallee 19 (Lage) | O   | Reihenvilla                                                  | | 1875, vor | nicht ermittelbar | 30626    | |
| 19323            | Johnsallee 20 (Lage) | O   | Reihenvilla                                                  | | 1872 | nicht ermittelbar | 30627    | |
| 19321            | Johnsallee 21 (Lage) | O   | Reihenvilla                                                  | | 1872, um | nicht ermittelbar | 30626    | |
| 19327            | Johnsallee 22 (Lage) | O   | Reihenvilla                                                  | | 1870, um; 1976/1977 (Umbau) | nicht ermittelbar | 30627    | |
| 19322            | Johnsallee 24 (Lage) | O   | Reihenvilla                                                  | | 1894 | nicht ermittelbar | 30627    | |
| 30565            | Johnsallee 29, 31, 33 (Lage) | E   |                                                              | Johnsallee 29- 33 | | | 30565    | |
| 18683            | Johnsallee 29 (Lage) | O   | Wohnhaus                                                     | | 1870, um | nicht ermittelbar | 30565    | |
| 18685            | Johnsallee 31 (Lage) | O   | Wohnhaus                                                     | | 1870, um | nicht ermittelbar | 30565    | |
| 18176            | Johnsallee 33 (Lage) | O   | Wohnhaus                                                     | | 1870, um | nicht ermittelbar | 30565    | |
| 30605            | Johnsallee 62 (Lage) | E   |                                                              | Johnsallee 62 / Rothenbaumchaussee 46 | | | 30605    | BW |
| 12030 (906)      | Johnsallee 62 (Lage) | O   | Einfriedung                                                  | | 1872; 1983/1984 (Umbau) | Ameis, W. | 30605    | |
| 18661 (906)      | Johnsallee 62 (Lage) | O   | Einfamilienhaus                                              | | 1872; 1983/1984 (Umbau) | Ameis, W. | 30605    | BW |
| 30596            | Johnsallee 63, 65, 67, 69 (Lage) | E   |                                                              | Johnsallee 63-69 | | | 30596    | |
| 19330            | Johnsallee 63 (Lage) | O   | Etagenhaus                                                   | | 1893 | Jacobssen, Richard | 30596    | |
| 29250            | Johnsallee 64, Rothenbaumchaussee 31 (Lage) | O   | Wohnhaus                                                     | | 1905/1906 | Rzekonski, William/Rzekonski, Rudolf |          | |
| 19329 (783)      | Johnsallee 65, 67 (Lage) | O   | Etagenhaus                                                   | | 1905; 1980/1984 (Umbau) | Meyer, Carl | 30596    | |
| 18694 (1575)     | Johnsallee 68 (Lage) | O   | Krankenhaus                                                  | Jüdisches Krankenhaus Johnsallee | 1916 | Elingius, Erich |          | |
| 19176            | Johnsallee 69 (Lage) | O   | Etagenhaus                                                   | | 1894 | Schmidt, W./Baltzer, R. | 30596    | |
| 18704            | Kennedybrücke o.Nr. (Lage) | O   | Straßenbrücke                                                | Kennedybrücke | 1953 | Hermkes, Bernhard |          | |
| 18426            | Lombardsbrücke o.Nr. (Lage) | O   | Straßenbrücke                                                | Lombardsbrücke | 1864/68 | Maack, Johann Hermann | 29927    | |
| 18693 (1785)     | Magdalenenstraße 1 (Lage) | O   | Einfamilienhaus                                              | | 1860/1864, um | |          | |
| 29531 (1812)     | Magdalenenstraße 4 (Lage) | O   | Wohnhaus                                                     | Gebäude und Zaun | 1865, vor | |          | |
| 18692 (1212)     | Magdalenenstraße 6 (Lage) | O   | Einfamilienhaus                                              | | 1860 | |          | |
| 18691            | Magdalenenstraße 9 (Lage) | O   | Einfamilienhaus                                              | | 1875, um | |          | |
| 18690            | Magdalenenstraße 17 (Lage) | O   | Einfamilienhaus                                              | | 1875, um | |          | |
| 18689            | Magdalenenstraße 41 (Lage) | O   | Etagenhaus                                                   | | 1911/1912 | Kiel, C./Kleeberg |          | |
| 18688            | Magdalenenstraße 44 (Lage) | O   | Einfamilienhaus                                              | | 1875, um | |          | |
| 18687            | Magdalenenstraße 45 (Lage) | O   | Wohnhaus                                                     | | 1920 | Elingius, Erich |          | BW |
| 30597            | Magdalenenstraße 48, 49, 50 (Lage) | E   |                                                              | Magdalenenstraße 48, 49, 50 | | | 30597    | BW |
| 19177            | Magdalenenstraße 48, 49 (Lage) | O   | Doppelhaus                                                   | | 1860, um | | 30597    | |
| 19178            | Magdalenenstraße 50 (Lage) | O   | Wohnhaus                                                     | | 1880, um | | 30597    | |
| 18684            | Magdalenenstraße 53 (Lage) | O   | Wohnhaus                                                     | | 1865, um | |          | BW |
| 18697            | Magdalenenstraße 54, 55 (Lage) | O   | Wohnhaus                                                     | | 1865, um | |          | BW |
| 30598            | Magdalenenstraße 62, 63, 64 (Lage) | E   |                                                              | Magdalenenstraße 62, 63, 64 | | | 30598    | BW |
| 19179            | Magdalenenstraße 62 (Lage) | O   | Wohnhaus                                                     | | 1878 | Rackwitz, Hans | 30598    | |
| 19180            | Magdalenenstraße 63 (Lage) | O   | Wohnhaus                                                     | | 1878 | Rackwitz, Hans | 30598    | |
| 19181            | Magdalenenstraße 64 (Lage) | O   | Wohnhaus                                                     | | 1878 | Rackwitz, Hans | 30598    | |
| 18680 (1165)     | Magdalenenstraße 64a (Lage) | O   | Wohnhaus                                                     | | 1880, um | Rosengarten, Albert |          | |
| 18679 (1166)     | Magdalenenstraße 64b (Lage) | O   | Wohnhaus                                                     | | 1878/1879 | nicht ermittelbar |          | |
| 18678 (820)      | Magdalenenstraße 65b (Lage) | O   | Wohnhaus                                                     | | 1860, um; 1872 (Umbau); 1898 (Aufbau); 1904 (Umbau)                                                                                       | Stammann, Hugo; Dorn, Ernst Paul |          | |
| 18677 (516)      | Magdalenenstraße 71 (Lage) | O   | Einfamilienhaus                                              | | 1869, vor | nicht ermittelbar |          | |
| 18676            | Milchstraße 11 (Lage) | O   | Remise                                                       | | 1872/1874; 1960 (Umbau) | Haller & Geißler (Haller, Martin/Geißler, Hermann); Gronau, W. |          | |
| 19183            | Mittelweg 22, 24 (Lage) | O   | Wohn- und Geschäftshaus                                      | Magdalenen-Terrasse | 1879/1881; 1924 (Dachausbau) | Heyn, J. B.; Langmaack, Gerhard | 30599    | |
| 18622            | Mittelweg 22a (Lage) | O   | Wohnhaus                                                     | Magdalenen-Terrasse | 1879/1881; 1924 (Dachausbau) | Heyn, J. B.; Langmaack, Gerhard | 30599    | |
| 18616            | Mittelweg 22b (Lage) | O   | Wohnhaus                                                     | Magdalenen-Terrasse | 1879/1881; 1924 (Dachausbau) | Heyn, J. B.; Langmaack, Gerhard | 30599    | |
| 18617            | Mittelweg 22c (Lage) | O   | Wohnhaus                                                     | Magdalenen-Terrasse | 1879/1881; 1924 (Dachausbau) | Heyn, J. B.; Langmaack, Gerhard | 30599    | |
| 18618            | Mittelweg 24a (Lage) | O   | Wohnhaus                                                     | Magdalenen-Terrasse | 1879/1881; 1924 (Dachausbau) | Heyn, J. B.; Langmaack, Gerhard | 30599    | |
| 18619            | Mittelweg 24b (Lage) | O   | Wohnhaus                                                     | Magdalenen-Terrasse | 1879/1881; 1924 (Dachausbau) | Heyn, J. B.; Langmaack, Gerhard | 30599    | |
| 18631            | Mittelweg 24c (Lage) | O   | Wohnhaus                                                     | Magdalenen-Terrasse | 1879/1881; 1924 (Dachausbau) | Heyn, J. B.; Langmaack, Gerhard | 30599    | |
| 19182            | Mittelweg 25 (Lage) | O   | Wohnhaus                                                     | | 1886/1887; 1892 (Haus 6) | Fahrenkrug, J. H. | 30599    | |
| 18628            | Mittelweg 25a (Lage) | O   | Wohnhaus                                                     | | 1886/1887; 1892 (Haus 6) | Fahrenkrug, J. H. | 30599    | |
| 18623            | Mittelweg 25 HAUS 1 (Lage) | O   | Wohnhaus                                                     | | 1886/1887; 1892 (Haus 6) | Fahrenkrug, J. H. | 30599    | |
| 18630            | Mittelweg 25 HAUS 2 (Lage) | O   | Wohnhaus                                                     | | 1886/1887; 1892 (Haus 6) | Fahrenkrug, J. H. | 30599    | |
| 18638            | Mittelweg 25 HAUS 3 (Lage) | O   | Wohnhaus                                                     | | 1886/1887; 1892 (Haus 6) | Fahrenkrug, J. H. | 30599    | |
| 18640            | Mittelweg 25 HAUS 4 (Lage) | O   | Wohnhaus                                                     | | 1886/1887; 1892 (Haus 6) | Fahrenkrug, J. H. | 30599    | |
| 18635            | Mittelweg 25 HAUS 5 (Lage) | O   | Wohnhaus                                                     | | 1886/1887; 1892 (Haus 6) | Fahrenkrug, J. H. | 30599    | |
| 18634            | Mittelweg 25 HAUS 6 (Lage) | O   | Wohnhaus                                                     | | 1886/1887; 1892 (Haus 6) | Fahrenkrug, J. H. | 30599    | |
| 18625            | Mittelweg 26 (Lage) | O   | Etagenhaus                                                   | | 1880, um; 1894 (Umbau) | nicht ermittelbar | 30599    | |
| 18624            | Mittelweg 27 (Lage) | O   | Etagenhaus (vermutl.)                                        | | 1854 ? | nicht ermittelbar | 30599    | |
| 18627            | Mittelweg 29, 30 (Lage) | O   | Wohn- und Geschäftshaus                                      | | 1896 | Rix, Max | 30599    | |
| 18633            | Mittelweg 29a (Lage) | O   | Wohnhaus                                                     | | 1896 | Rix, Max | 30599    | |
| 18626            | Mittelweg 31, 31a (Lage) | O   | Etagenhaus                                                   | | 1890, um | nicht ermittelbar | 30599    | |
| 18172            | Mittelweg 37 (Lage) | O   | Einfamilienhaus                                              | | 1885; 1886 (Anbau) | |          | |
| 30601            | Mittelweg 38, 38a (Lage) | E   |                                                              | Mittelweg 38, 38a | | | 30601    | |
| 18648            | Mittelweg 38 (Lage) | O   | Wohnhaus                                                     | | 1890/1891 (Umbau) | Semper, Manfred/Krutisch, Carl Friedrich Phillip | 30601    | |
| 18647            | Mittelweg 38a (Lage) | O   | Remise                                                       | | 1870, um ? | nicht ermittelt | 30601    | |
| 19200            | Mittelweg 118 (Lage) | O   | Etagenhaus                                                   | | 1895 | Schmidt, W. | 30607    | |
| 18170            | Mittelweg 121 (Lage) | O   | Etagenhaus                                                   | | 1911 | Neupert, Emil |          | |
| 18169            | Mittelweg 121b (Lage) | O   | Wohnhaus                                                     | | 1865, um | nicht ermittelbar |          | |
| 30600            | Mittelweg 125, 125a, 125b, 126, 126a, 126b, 126c (Lage) | E   |                                                              | Mittelweg 125-126c | | | 30600    | |
| 18645            | Mittelweg 125, 125a (Lage) | O   | Wohn- und Geschäftshaus                                      | | 1870/1890, um | Klücher, Albert/Cordts, R. | 30600    | |
| 18644            | Mittelweg 125b (Lage) | O   | Wohnhaus                                                     | | 1870/1890, um | Klücher, Albert/Cordts, R. | 30600    | |
| 18641            | Mittelweg 126 (Lage) | O   | Wohn- und Geschäftshaus                                      | | 1890/1893 | Klücher, Albert/Cordts, R. | 30600    | |
| 18646            | Mittelweg 126a (Lage) | O   | Wohnhaus                                                     | | 1890/1893 | Klücher, Albert/Cordts, R. | 30600    | |
| 18642            | Mittelweg 126b (Lage) | O   | Wohnhaus                                                     | | 1890/1893 | Klücher, Albert/Cordts, R. | 30600    | |
| 18643            | Mittelweg 126c (Lage) | O   | Wohnhaus                                                     | | 1890/1893 | Klücher, Albert/Cordts, R. | 30600    | |
| 18410            | Mittelweg 150 (Lage) | O   | Etagenhaus                                                   | | 1906/1907 | Engel, Semmy | 30557    | |
| 18411            | Mittelweg 151 (Lage) | O   | Etagenhaus                                                   | | 1906/1907 | Engel, Semmy | 30557    | |
| 29522            | Mittelweg 158a, 158b (Lage) | O   | Doppelhaus                                                   | | 1869, vor | nicht ermittelbar |          | |
| 18166            | Mittelweg 162, 162a (Lage) | O   | Etagenhaus                                                   | | 1873 | Grotjan, Johannes Martin Friedrich |          | |
| 18178            | Mittelweg 167 (Lage) | O   | Wohn- und Geschäftshaus                                      | | 1912 | Jacob & Ameis (Jacob, Alfred/Ameis, Otto) |          | |
| 18162 (421)      | Mittelweg 183 (Lage) | O   | Wohngebäude (Sommerhaus)                                     | Gartenhaus | 1820, um | nicht ermittelbar |          | |
| 18161 (422)      | Mittelweg 185 (Lage) | O   | Wohngebäude (Sommerhaus)                                     | Gartenhaus | 1820 | nicht ermittelbar |          | |
| 18163 (1512)     | Mittelweg bei Nr. 174 (Lage) | O   | Grenzstein                                                   | | 1821 | |          | |
| 18709            | Mittelweg o.Nr. (Lage) | O   | Grünfläche                                                   | Kleine Moorweide | 1800, um (Fassung und Unterteilung der seit dem Mittelalter als Weide genutzten Fläche durch Straßen, Pflanzung der rahmenden Allee 1820) | |          | |
| 18158            | Mittelweg o.Nr., Moorweide (Lage) | O   | Grünfläche                                                   | Moorweide | 1800, um (Fassung und Unterteilung der seit dem Mittelalter als Weide genutzten Fläche durch Straßen, Pflanzung der rahmenden Allee 1820) | |          | |
| 18160 (1513)     | Mittelweg vor Nr. 187 (Lage) | O   | Grenzstein                                                   | | 1821 | |          | |
| 18159 (1250)     | Mollerstraße 16 (Lage) | O   | Villa                                                        | | 1915 | Ott, August |          | |
| 29547            | Mollerstraße 20 (Lage) | O   | Villa                                                        | Villa mit Umfriedung und Garten | 1924/1926 | Gerson, Hans/Gerson, Oskar |          | |
| 18752 (1066)     | Monetastraße 2 (Lage) | O   | Krankenhaus                                                  | | 1876/1878; 1888/1890; 1898; 1905/1906; 1914/1915; 1931; 1934; 1950                                                                        | Kirchenpauer & Hauers (Kirchenpauer, Gustav/Hauers, Wilhelm); Philippi, S. H.; Allner, K. (Maurermeister); Heitmann; Bendixen, Rudolf; Speckbötel, Theodor; Bensel & Kamps (Bensel, Carl/Kamps, Johann) | 30575    | |
| 18755 (1066)     | Monetastraße 4 (Lage) | O   | Krankenhaus                                                  | | 1876/1878; 1888/1890; 1898; 1905/1906; 1914/1915; 1931; 1934; 1950                                                                        | Kirchenpauer & Hauers (Kirchenpauer, Gustav/Hauers, Wilhelm); Philippi, S. H.; Allner, K. (Maurermeister); Heitmann; Bendixen, Rudolf; Speckbötel, Theodor; Bensel & Kamps (Bensel, Carl/Kamps, Johann) | 30575    | |
| 18701            | Monetastraße 5 (Lage) | O   | Verwaltungsgebäude (Finanzamt)                               | | 1904/1905; 1927 (Anbau) | Zimmermann, Carl Johann Christian; Lübke |          | |
| 18753 (1066)     | Monetastraße 6 (Lage) | O   | Krankenhaus                                                  | | 1876/1878; 1888/1890; 1898; 1905/1906; 1914/1915; 1931; 1934; 1950                                                                        | Kirchenpauer & Hauers (Kirchenpauer, Gustav/Hauers, Wilhelm); Philippi, S. H.; Allner, K. (Maurermeister); Heitmann; Bendixen, Rudolf; Speckbötel, Theodor; Bensel & Kamps (Bensel, Carl/Kamps, Johann) | 30575    | |
| 18654            | Moorweidenstraße 4 (Lage) | O   | Etagenhaus                                                   | | 1876 | Heinemeyer, J. H. C. | 30603    | |
| 19253            | Moorweidenstraße 5 (Lage) | O   | Etagenhaus                                                   | | 1882/83 | Bregartner, Wilhelm | 30617    | |
| 19254            | Moorweidenstraße 7 (Lage) | O   | Etagenhaus                                                   | | 1882/83 | | 30617    | |
| 19255            | Moorweidenstraße 9 (Lage) | O   | Etagenhaus                                                   | | 1878 | nicht ermittelbar | 30617    | |
| 19124 (1856)     | Moorweidenstraße 14 (Lage) | O   | Etagenhaus                                                   | | 1894 | Rambatz & Jolasse (Rambatz, Johann Gottlieb/Jolasse, Wilhelm) |          | |
| 18157 (1379)     | Moorweidenstraße 18 (Lage) | O   | Etagenhaus                                                   | | 1896 | Engel, Semmy |          | |
| 18156            | Moorweidenstraße 22 (Lage) | O   | Etagenhaus                                                   | | 1890, um | nicht ermittelbar |          | |
| 19123            | Moorweidenstraße 24 (Lage) | O   | Etagenhaus                                                   | | 1890, um | nicht ermittelbar |          | BW |
| 18165            | Moorweidenstraße 26 (Lage) | O   | Etagenhaus                                                   | | 1892 | Kalkhorst, H. |          | BW |
| 30602            | Moorweidenstraße 34, Schlüterstraße 1, 3, 3a, 5 (Lage) | E   |                                                              | Dammtorpalais | | | 30602    | weitere Bilder |
| 18651 (1515)     | Moorweidenstraße 34 (Lage) | O   | Etagenhaus                                                   | Dammtorpalais | 1910/1912 | Neupert, Emil | 30602    | weitere Bilder |
| 18167            | Moorweidenstraße 36, 36a (Lage) | O   | Logenhaus                                                    | Provinzialloge von Niedersachsen | 1907/1909 | Gerhardt, M. Schomburgk, Hermann/Strelow, Leopold |          | |
| 19301 (622)      | Moorweidenstraße 40 (Lage) | O   | Schule                                                       | Wilhelm-Gymnasium, ehem. (Staats- und Universitätsbibliothek, Altbau) | 1883/1885 | Zimmermann, Carl Johann Christian | 30661    | weitere Bilder |
| 18705            | Neue Rabenstraße 13 (Lage) | O   | Einfamilienhaus                                              | | 1882; 1913 | Rackwitz, Hans; Dorn, Ernst (1913) |          | |
| 19134            | Platz der jüdischen Deportierten o.Nr. (Lage) | O   | Denkmal                                                      | Denkmal für die Deportation der Juden | 1983 | Rückriem, Ulrich |          | |
| 18707            | Pöseldorfer Weg 3 (Lage) | O   | Mehrfamilienhaus                                             | | 1971 | Garten & Kahl (Garten, Gerolf/Kahl, Werner) |          | BW |
| 18696            | Pöseldorfer Weg 7 (Lage) | O   | Mehrfamilienhaus                                             | | 1967/1968 | Schweger, Peter |          | BW |
| 18708            | Pöseldorfer Weg 23, 25 (Lage) | O   | Etagenhaus                                                   | | 1889 | nicht ermittelt |          | BW |
| 18418            | Rappstraße 1 (Lage) | O   | Etagenhaus                                                   | | 1890, um | nicht ermittelbar | 30560    | |
| 18422            | Rappstraße 3, 5 (Lage) | O   | Etagenhaus                                                   | | 1890/1891 | Lindner, Friedrich Otto | 30560    | |
| 18419            | Rappstraße 7 (Lage) | O   | Etagenhaus                                                   | | 1892/1893 | Nissen, A. A. F. | 30560    | |
| 18420            | Rappstraße 9 (Lage) | O   | Etagenhaus                                                   | | 1892/1893 | Olesen, Johannes | 30560    | |
| 18421            | Rappstraße 11 (Lage) | O   | Etagenhaus                                                   | | 1892–1893 | Nissen, A. A. F. | 30560    | |
| 18423            | Rappstraße 13 (Lage) | O   | Etagenhaus                                                   | | 1890 | Klücher, Albert | 30560    | |
| 30648            | Rothenbaumchaussee 1, 3, 5, 7 (Lage) | E   |                                                              | Rothenbaumchaussee 1-7 | | | 30648    | BW |
| 19490            | Rothenbaumchaussee 1 (Lage) | O   | Etagenhaus                                                   | | 1891–1893 | Wex, E. | 30648    | |
| 19125 (1367)     | Rothenbaumchaussee 2 (Lage) | O   | Luftschutzbau, Turmbunker (Zombeck)                          | | 1940 | Hochbauamt (Rudhard, Wolfgang) |          | |
| 19489            | Rothenbaumchaussee 3 (Lage) | O   | Etagenhaus                                                   | | 1886/1888 | Behrend, L. J.; Behrend, J. | 30648    | |
| 19488            | Rothenbaumchaussee 5 (Lage) | O   | Etagenhaus                                                   | | 1889–1890 | Stammann & Zinnow (Stammann, Hugo/Zinnow, Gustav) | 30648    | |
| 19491            | Rothenbaumchaussee 7 (Lage) | O   | Etagenhaus                                                   | | 1890, um | nicht ermittelbar | 30648    | |
| 19131 (1150)     | Rothenbaumchaussee 11 (Lage) | O   | Gesellschaftshaus                                            | Curio-Haus | 1910/1911 | Schaudt, Emil/Puritz, Walther |          | |
| 18702 (1150)     | Rothenbaumchaussee 13 (Lage) | O   | Gesellschaftshaus                                            | Curio-Haus | 1910–1911 | Schaudt, Emil/Puritz, Walther |          | |
| 19191 (1150)     | Rothenbaumchaussee 15 (Lage) | O   | Gesellschaftshaus                                            | Curio-Haus | 1910/1911 | Schaudt, Emil/Puritz, Walther |          | |
| 19130 (1150)     | Rothenbaumchaussee 17 (Lage) | O   | Gesellschaftshaus                                            | Curio-Haus | 1910–1911 | Schaudt, Emil/Puritz, Walther |          | |
| 19129 (1656)     | Rothenbaumchaussee 19 (Lage) | O   | Einfamilienhaus                                              | | 1877 | Heyn, J. B. |          | |
| 19250 (1634)     | Rothenbaumchaussee 21, 23 (Lage) | O   | Einfamilienhaus                                              | | 1906/07 | Meyer, H. E. August |          | |
| 30592            | Rothenbaumchaussee 34, 36, 38, 40, 42 (Lage) | E   |                                                              | Rothenbaumchaussee 34-42 | | | 30592    | BW |
| 19128            | Rothenbaumchaussee 34 (Lage) | O   | Etagenhaus                                                   | | 1889 | | 30592    | |
| 19251            | Rothenbaumchaussee 36 (Lage) | O   | Etagenhaus                                                   | | 1898 | Bahre & Querfeld (Bahre, Ricardo/Querfeld, Carl) | 30592    | |
| 19252            | Rothenbaumchaussee 38, 40 (Lage) | O   | Doppelhaus                                                   | | 1869, um | nicht ermittelbar | 30592    | |
| 30706            | Rothenbaumchaussee 41, 43, 45 (Lage) | E   |                                                              | Rothenbaumchaussee 41-45 | | | 30706    | BW |
| 19958            | Rothenbaumchaussee 41 (Lage) | O   | Einfamilienhaus                                              | | 1892 | Jacobssen, Richard | 30706    | |
| 20095            | Rothenbaumchaussee 42 (Lage) | O   | Einfamilienhaus                                              | | 1879, um | nicht ermittelbar | 30592    | |
| 19959            | Rothenbaumchaussee 43 (Lage) | O   | Einfamilienhaus                                              | | 1892 | Jacobssen, Richard | 30706    | BW |
| 19960            | Rothenbaumchaussee 45 (Lage) | O   | Einfamilienhaus                                              | | 1892 | Jacobssen, Richard | 30706    | |
| 19127 (906)      | Rothenbaumchaussee 46 (Lage) | O   | Einfamilienhaus                                              | | 1872; 1983/1984 (Umbau) | Ameis, W. |          | |
| 39038            | Rothenbaumchaussee 47 (Lage) | O   | Wohnhaus                                                     | | 1925 | nicht ermittelbar | 30650    | |
| 30651            | Rothenbaumchaussee 48, 50 (Lage) | E   |                                                              | Rothenbaumchaussee 48/50 | | | 30651    | |
| 19500            | Rothenbaumchaussee 48 (Lage) | O   | Wohnhaus                                                     | | 1871, um | nicht ermittelbar | 30651    | |
| 19499            | Rothenbaumchaussee 50 (Lage) | O   | Wohnhaus                                                     | | 1871, um | nicht ermittelbar | 30651    | |
| 19126 (619)      | Rothenbaumchaussee 64 (Lage) | O   | Museumsgebäude                                               | Museum am Rothenbaum – Kulturen und Künste der Welt | 1907–1912; 1929 (Erweiterung) | Erbe, Albert |          | |
| 30658            | Rothenbaumchaussee 71, 71a, 71b, 73, 73a, 73b, Schlüterstraße 60 (Lage) | E   |                                                              | Terrassenanlage Schlüterstraße / Rothenbaumchaussee | | | 30658    | |
| 19519            | Rothenbaumchaussee 71 (Lage) | O   | Wohn- und Geschäftshaus                                      | | 1888/1890 | Fahrenkrug, J. H. | 30658    | |
| 19520            | Rothenbaumchaussee 71a (Lage) | O   | Mehrfamilienhaus (Wohnterrasse)                              | | 1888–1890 | Fahrenkrug, J. H. | 30658    | BW |
| 19525            | Rothenbaumchaussee 71b (Lage) | O   | Mehrfamilienhaus (Wohnterrasse)                              | | 1888–1890 | Fahrenkrug, J. H. | 30658    | BW |
| 19522            | Rothenbaumchaussee 73 (Lage) | O   | Wohn- und Geschäftshaus                                      | | 1888/1890 | Fahrenkrug, J. H. | 30658    | |
| 19523            | Rothenbaumchaussee 73a (Lage) | O   | Mehrfamilienhaus (Wohnterrasse)                              | | 1888/1890 | Fahrenkrug, J. H. | 30658    | BW |
| 19524            | Rothenbaumchaussee 73b (Lage) | O   | Mehrfamilienhaus (Wohnterrasse)                              | | 1888–1890 | Fahrenkrug, J. H. | 30658    | BW |
| 19503            | Rothenbaumchaussee 87 (Lage) | O   | Etagenhaus                                                   | | 1894/1895 | Foßhag, Edgar | 30652    | |
| 19501            | Rothenbaumchaussee 91 (Lage) | O   | Etagenhaus                                                   | | 1902 | Engel, Semmy | 30652    | |
| 30653            | Rothenbaumchaussee 93, 95, 97, 99 (Lage) | E   |                                                              | Rothenbaumchaussee 93-99 | | | 30653    | |
| 19509            | Rothenbaumchaussee 93 (Lage) | O   | Reihenvilla                                                  | | 1869, um | nicht ermittelbar | 30653    | BW |
| 19512            | Rothenbaumchaussee 95 (Lage) | O   | Reihenvilla                                                  | | 1869, um | nicht ermittelbar | 30653    | BW |
| 19510            | Rothenbaumchaussee 97 (Lage) | O   | Reihenvilla                                                  | | 1869, um | nicht ermittelbar | 30653    | BW |
| 19511            | Rothenbaumchaussee 99 (Lage) | O   | Reihenvilla                                                  | | 1869, um | nicht ermittelbar | 30653    | BW |
| 30604            | Rothenbaumchaussee 101, 101a, 101b, 101c, 101d, 101e, 101f, 103, 103a, 103b, 103c, 103d, 103e, 103f, 103g, Schlüterstraße 82, 84 (Lage) | E   |                                                              | Passagen Rothenbaumchaussee / Schlüterstraße | | | 30604    | BW |
| 19382 (1661)     | Rothenbaumchaussee 101 (Lage) | O   | Wohn- und Geschäftshaus                                      | | 1889 | Bühring, A. H. | 30604    | |
| 19377 (1661)     | Rothenbaumchaussee 101a (Lage) | O   | Mehrfamilienhaus (Wohnpassage)                               | | 1892 | Bühring, A. H. | 30604    | |
| 19371 (1661)     | Rothenbaumchaussee 101b (Lage) | O   | Mehrfamilienhaus (Wohnpassage)                               | | 1892 | Bühring, A. H. | 30604    | |
| 19372 (1661)     | Rothenbaumchaussee 101c (Lage) | O   | Mehrfamilienhaus (Wohnpassage)                               | | 1892 | Bühring, A. H. | 30604    | BW |
| 19385 (1661)     | Rothenbaumchaussee 101d (Lage) | O   | Mehrfamilienhaus (Wohnpassage)                               | | 1892 | Bühring, A. H. | 30604    | BW |
| 19373 (1661)     | Rothenbaumchaussee 101e (Lage) | O   | Mehrfamilienhaus (Wohnpassage)                               | | 1892 | Bühring, A. H. | 30604    | BW |
| 18656 (1661)     | Rothenbaumchaussee 101f (Lage) | O   | Mehrfamilienhaus (Wohnpassage)                               | | 1892 | Bühring, A. H. | 30604    | BW |
| 19383            | Rothenbaumchaussee 103 (Lage) | O   | Wohn- und Geschäftshaus                                      | | 1889 | Bühring, A. H. | 30604    | BW |
| 19374            | Rothenbaumchaussee 103a (Lage) | O   | Mehrfamilienhaus (Wohnpassage)                               | | 1892 | Bühring, A. H. | 30604    | BW |
| 19375            | Rothenbaumchaussee 103b (Lage) | O   | Mehrfamilienhaus (Wohnpassage)                               | | 1892 | Bühring, A. H. | 30604    | BW |
| 19376            | Rothenbaumchaussee 103c (Lage) | O   | Mehrfamilienhaus (Wohnpassage)                               | | 1892 | Bühring, A. H. | 30604    | BW |
| 19370            | Rothenbaumchaussee 103d (Lage) | O   | Mehrfamilienhaus (Wohnpassage)                               | | 1892 | Bühring, A. H. | 30604    | BW |
| 19379            | Rothenbaumchaussee 103e (Lage) | O   | Mehrfamilienhaus (Wohnpassage)                               | | 1892 | Bühring, A. H. | 30604    | BW |
| 19380            | Rothenbaumchaussee 103f (Lage) | O   | Mehrfamilienhaus (Wohnpassage)                               | | 1892 | Bühring, A. H. | 30604    | BW |
| 19381            | Rothenbaumchaussee 103g (Lage) | O   | Mehrfamilienhaus (Wohnpassage)                               | | 1892 | Bühring, A. H. | 30604    | BW |
| 19495            | Rothenbaumchaussee 113 (Lage) | O   | Siedlungsbau                                                 | | 1936 | Elinigius & Schramm (Elingius, Erich/Schramm, Gottfried) | 30649    | |
| 18675            | Rothenbaumchaussee auf der Höhe von Nr. 44 (Lage) | O   | Litfaßsäule                                                  | | 19. Jh., 2. Hälfte | |          | |
| 18712            | Rothenbaumchaussee nördlich von Nr. 115 (Lage) | O   | Litfaßsäule                                                  | | 19. Jh., 2. Hälfte | |          | |
| 19516            | Rutschbahn 4 (Lage) | O   | Etagenhaus                                                   | | 1876/1877 | Callenberg, H. C./Rick, Louis | 30654    | weitere Bilder |
| 18934            | Rutschbahn 6 (Lage) | O   | Etagenhaus                                                   | | 1880/1881 | Callenberg, H. C./Rick, Louis | 30654    | weitere Bilder |
| 18936            | Rutschbahn 8 (Lage) | O   | Etagenhaus                                                   | | 1880/1881 | Callenberg, H. C./Rick, Louis | 30654    | weitere Bilder |
| 18937            | Rutschbahn 10, 10a, 10b (Lage) | O   | Etagenhaus                                                   | | 1875/1876 | Voges, D. F. | 30654    | weitere Bilder |
| 18699            | Rutschbahn 11a (Lage) | O   | Synagoge                                                     | | 1905 | Engel, Semmy |          | weitere Bilder |
| 18938            | Rutschbahn 12 (Lage) | O   | Etagenhaus                                                   | | 1880/1881 | Callenberg, H. C./Rick, Louis | 30654    | weitere Bilder |
| 18652 (1515)     | Schlüterstraße 1 (Lage) | O   | Etagenhaus                                                   | Dammtorpalais | 1910/1912 | Neupert, Emil | 30602    | |
| 18947            | Schlüterstraße 2 (Lage) | O   | Etagenhaus                                                   | | 1890, um | nicht ermittelt | 30655    | BW |
| 18650 (1515)     | Schlüterstraße 3 (Lage) | O   | Etagenhaus                                                   | | 1910/1911 | Pierstorff & Plötz (Pierstorff, Ulrich/Plötz, Carl) | 30602    | |
| 19415 (1515)     | Schlüterstraße 3a (Lage) | O   | Etagenhaus                                                   | | 1910/1911 | Pierstorff & Plötz (Pierstorff, Ulrich/Plötz, Carl) | 30602    | |
| 18940            | Schlüterstraße 4 (Lage) | O   | Etagenhaus                                                   | | 1893 | Rambatz & Jolasse (Rambatz, Johann Gottlieb/Jolasse, Wilhelm) | 30655    | |
| 18649 (1515)     | Schlüterstraße 5 (Lage) | O   | Etagenhaus                                                   | | 1910/1911 | Pierstorff & Plötz (Pierstorff, Ulrich/Plötz, Carl) | 30602    | BW |
| 18939            | Schlüterstraße 6 (Lage) | O   | Siedlungsbau/Etagenhaus                                      | | 1921/1923 | Gerson, Hans/Gerson, Oskar | 30655    | BW |
| 19302            | Schlüterstraße 7 (Lage) | O   | Verwaltungsgebäude / Mehrzweckgebäude                        | Studentenhaus | 1952 | Baubehörde, Hochbauamt | 30661    | weitere Bilder |
| 18943            | Schlüterstraße 12 (Lage) | O   | Etagenhaus                                                   | | 1893/1894 | Lundt & Kallmorgen (Lundt, Werner/Kallmorgen, Georg) | 30655    | BW |
| 18944            | Schlüterstraße 14 (Lage) | O   | Etagenhaus                                                   | | 1915/1916 | Pierstorff & Plötz (Pierstorff, Ulrich/Plötz, Carl) | 30655    | BW |
| 18945            | Schlüterstraße 16 (Lage) | O   | Etagenhaus                                                   | | 1893/1894 | Schomburgk, Hermann; Winkler | 30655    | BW |
| 18941            | Schlüterstraße 18 (Lage) | O   | Etagenhaus                                                   | | 1894/1895 | Lindner, Friedrich Otto | 30655    | BW |
| 18946            | Schlüterstraße 20 (Lage) | O   | Etagenhaus                                                   | | 1895/1896 | Schmidt, W.; Baltzer, R. | 30655    | BW |
| 18948            | Schlüterstraße 22 (Lage) | O   | Einfamilienhaus                                              | | 1895/1896 | Heidtmann, A. | 30655    | BW |
| 29527            | Schlüterstraße 50 (Lage) | O   | Etagenhaus                                                   | Haus mit Vorgartenzaun | 1895, um | |          | BW |
| 19122            | Schlüterstraße 52 (Lage) | O   | Etagenhaus                                                   | | 1888/1889 | Meyer, H. E. August |          | BW |
| 19121            | Schlüterstraße 58 (Lage) | O   | Etagenhaus                                                   | | 1895 | Becker, C. |          | BW |
| 19521            | Schlüterstraße 60 (Lage) | O   | Etagenhaus                                                   | | 1893/1894 | Fahrenkrug, J. H. | 30658    | BW |
| 19120            | Schlüterstraße 80, 80a (Lage) | O   | Etagenhaus                                                   | | 1890, um | nicht ermittelbar |          | BW |
| 19384            | Schlüterstraße 82 (Lage) | O   | Wohn- und Geschäftshaus                                      | | 1893 | Schmidt, Heinrich | 30604    | BW |
| 19378            | Schlüterstraße 84 (Lage) | O   | Wohn- und Geschäftshaus                                      | | 1893 | Schmidt, Heinrich | 30604    | BW |
| 18951            | Schröderstiftstraße 34 HAUS 10 (Lage) | O   | Stift                                                        | Schröderstift | 1851/1853; 1866 (Erweiterung); 1896 (Kapelle); 1904 (Kapelle); 1981 Instandsetzung                                                        | Rosengarten, Albert; Rosengarten, Albert; Petersen | 30656    | |
| 18952            | Schröderstiftstraße 34 HAUS 11 (Lage) | O   | Stift                                                        | Schröderstift | 1851/1853; 1866 (Erweiterung); 1896 (Kapelle); 1904 (Kapelle); 1981 Instandsetzung                                                        | Rosengarten, Albert; Rosengarten, Albert; Petersen | 30656    | BW |
| 18953            | Schröderstiftstraße 34 HAUS 12 (Lage) | O   | Stift                                                        | Schröderstift | 1851/1853; 1866 (Erweiterung); 1896 (Kapelle); 1904 (Kapelle); 1981 Instandsetzung                                                        | Rosengarten, Albert; Rosengarten, Albert; Petersen | 30656    | BW |
| 18956            | Schröderstiftstraße 34 HAUS 13 (Lage) | O   | Stift                                                        | Schröderstift | 1851/1853; 1866 (Erweiterung); 1896 (Kapelle); 1904 (Kapelle); 1981 Instandsetzung                                                        | Rosengarten, Albert; Rosengarten, Albert; Petersen | 30656    | BW |
| 18957            | Schröderstiftstraße 34 HAUS 14 (Lage) | O   | Stift                                                        | Schröderstift | 1851/1853; 1866 (Erweiterung); 1896 (Kapelle); 1904 (Kapelle); 1981 Instandsetzung                                                        | Rosengarten, Albert; Rosengarten, Albert; Petersen | 30656    | BW |
| 18962            | Schröderstiftstraße 34 HAUS 15 (Lage) | O   | Stift                                                        | Schröderstift | 1851/1853; 1866 (Erweiterung); 1896 (Kapelle); 1904 (Kapelle); 1981 Instandsetzung                                                        | Rosengarten, Albert; Rosengarten, Albert; Petersen | 30656    | BW |
| 18958            | Schröderstiftstraße 34 HAUS 16 (Lage) | O   | Stift                                                        | Schröderstift | 1851/1853; 1866 (Erweiterung); 1896 (Kapelle); 1904 (Kapelle); 1981 Instandsetzung                                                        | Rosengarten, Albert; Rosengarten, Albert; Petersen | 30656    | BW |
| 30656            | Schröderstiftstraße 34, 34 HAUS 10, 34 HAUS 11, 34 HAUS 12, 34 HAUS 13, 34 HAUS 14, 34 HAUS 15, 34 HAUS 16, 34 HAUS 2, 34 HAUS 3, 34 HAUS 4, 34 HAUS 6, 34 HAUS 7, 34 HAUS 8, 34 HAUS 9, Schröderstiftweg 40, 41, 42, 43 (Lage) | E   | Stift                                                        | Schröderstift | | | 30656    | |
| 18959            | Schröderstiftstraße 34 (Lage) | O   | Stift                                                        | Schröderstift | 1851/1853; 1866 (Erweiterung); 1896 (Kapelle); 1904 (Kapelle); 1981 Instandsetzung                                                        | Rosengarten, Albert; Rosengarten, Albert; Petersen | 30656    | |
| 18949            | Schröderstiftstraße 34 HAUS 2 (Lage) | O   | Stift                                                        | Schröderstift | 1851/1853; 1866 (Erweiterung); 1896 (Kapelle); 1904 (Kapelle); 1981 Instandsetzung                                                        | Rosengarten, Albert; Rosengarten, Albert; Petersen | 30656    | BW |
| 18954            | Schröderstiftstraße 34 HAUS 3 (Lage) | O   | Stift                                                        | Schröderstift | 1851/1853; 1866 (Erweiterung); 1896 (Kapelle); 1904 (Kapelle); 1981 Instandsetzung                                                        | Rosengarten, Albert; Rosengarten, Albert; Petersen | 30656    | BW |
| 18966            | Schröderstiftstraße 34 HAUS 4 (Lage) | O   | Stift                                                        | Schröderstift | 1851/1853; 1866 (Erweiterung); 1896 (Kapelle); 1904 (Kapelle); 1981 Instandsetzung                                                        | Rosengarten, Albert; Rosengarten, Albert; Petersen | 30656    | BW |
| 18965            | Schröderstiftstraße 34 HAUS 6 (Lage) | O   | Stift                                                        | Schröderstift | 1851/1853; 1866 (Erweiterung); 1896 (Kapelle); 1904 (Kapelle); 1981 Instandsetzung                                                        | Rosengarten, Albert; Rosengarten, Albert; Petersen | 30656    | BW |
| 18964            | Schröderstiftstraße 34 HAUS 7 (Lage) | O   | Stift                                                        | Schröderstift | 1851/1853; 1866 (Erweiterung); 1896 (Kapelle); 1904 (Kapelle); 1981 Instandsetzung                                                        | Rosengarten, Albert; Rosengarten, Albert; Petersen | 30656    | BW |
| 18955            | Schröderstiftstraße 34 HAUS 8 (Lage) | O   | Stift                                                        | Schröderstift | 1851/1853; 1866 (Erweiterung); 1896 (Kapelle); 1904 (Kapelle); 1981 Instandsetzung                                                        | Rosengarten, Albert; Rosengarten, Albert; Petersen | 30656    | |
| 18950            | Schröderstiftstraße 34 HAUS 9 (Lage) | O   | Stift                                                        | Schröderstift | 1851/1853; 1866 (Erweiterung); 1896 (Kapelle); 1904 (Kapelle); 1981 Instandsetzung                                                        | Rosengarten, Albert; Rosengarten, Albert; Petersen | 30656    | |
| 30657            | Schröderstiftweg 4, 6 (Lage) | E   |                                                              | Schröderstiftweg 4, 6 | | | 30657    | BW |
| 18969            | Schröderstiftweg 4 (Lage) | O   | Wohnhaus                                                     | | 1860/1869 | nicht ermittelbar | 30657    | BW |
| 19517            | Schröderstiftweg 6 (Lage) | O   | Wohnhaus                                                     | | 1860/1869 | nicht ermittelbar | 30657    | BW |
| 18967            | Schröderstiftweg 40 (Lage) | O   | Stift [Stiftsgebäude]                                        | Schröderstift | 1866/1871–1874 | | 30656    | |
| 18961            | Schröderstiftweg 41 (Lage) | O   | Stift [Stiftsgebäude]                                        | Schröderstift | 1866/1871–1874 | | 30656    | |
| 18960            | Schröderstiftweg 42 (Lage) | O   | Stift [Stiftsgebäude]                                        | Schröderstift | 1866/1871–1874 | | 30656    | |
| 18968            | Schröderstiftweg 43 (Lage) | O   | Stift [Stiftsgebäude]                                        | Schröderstift | 1866/1871–1874 | | 30656    | |
| 43750            | Sedanstraße 19a (Lage) | O   | Verwaltungsgebäude, Wohngebäude                              | Dienstgebäude des Bekleidungsamtes des IX Armee Korps | 1869 - 1871; 1908; 1913 | |          | |
| 30593            | Siegfried-Wedells-Platz 1, 2 (Lage) | E   |                                                              | Siegfried-Wedells-Platz 1, 2 | | | 30593    | |
| 11908 (928)      | Siegfried-Wedells-Platz 1, 2 (Lage) | O   | Hof                                                          | Haus Wedells | 1895/1896; 1900 (Erweiterung) | Haller, Martin | 30593    | |
| 12029 (928)      | Siegfried-Wedells-Platz 1, 2 (Lage) | O   | Vorgarten                                                    | Haus Wedells | 1895/1896; 1900 (Erweiterung) | Haller, Martin | 30593    | |
| 19133 (928)      | Siegfried-Wedells-Platz 1, 2 (Lage) | O   | Wohnhaus                                                     | Haus Wedells | 1895/1896; 1900 (Erweiterung) | Haller, Martin | 30593    | |
| 18655            | Tesdorpfstraße 11 (Lage) | O   | Etagenhaus                                                   | | 1876 | Heinemeyer, J. H. C. | 30603    | |
| 30660            | Tesdorpfstraße 12, 13, 14, 15, 16, 17, 18, 19, 20, 20a, 21, 22 (Lage) | E   |                                                              | Tesdorpfstraße 12-22 | | | 30660    | BW |
| 19287            | Tesdorpfstraße 12 (Lage) | O   | Einfamilienhaus (Reihenhaus gehobener Standard)              | | 1875/1877 | Heinemeyer, J. H. C. | 30660    | |
| 19292            | Tesdorpfstraße 13 (Lage) | O   | Einfamilienhaus (Reihenhaus gehobener Standard)              | | 1875/1877 | Heinemeyer, J. H. C. | 30660    | |
| 19289            | Tesdorpfstraße 14 (Lage) | O   | Einfamilienhaus (Reihenhaus gehobener Standard)              | | 1872/1873 | Heinemeyer, J. H. C. | 30660    | |
| 19284            | Tesdorpfstraße 15 (Lage) | O   | Einfamilienhaus (Reihenhaus gehobener Standard)              | | 1872/1873 | Heinemeyer, J. H. C. | 30660    | |
| 19286            | Tesdorpfstraße 16 (Lage) | O   | Einfamilienhaus (Reihenhaus gehobener Standard)              | | 1872/1873 | Heinemeyer, J. H. C. | 30660    | |
| 19288            | Tesdorpfstraße 17 (Lage) | O   | Einfamilienhaus (Reihenhaus gehobener Standard)              | | 1872/1873 | Beger, J. F. | 30660    | |
| 19291 (586)      | Tesdorpfstraße 18 (Lage) | O   | Einfamilienhaus (Reihenhaus gehobener Standard)              | | 1872/1873; 1912; 1977 | Beger, J. F.; Haller & Geißler (Haller, Martin/Geißler, Hermann) | 30660    | |
| 19293            | Tesdorpfstraße 19 (Lage) | O   | Einfamilienhaus (Reihenhaus gehobener Standard)              | | 1873/1874 | Stammann, Hugo | 30660    | |
| 19290            | Tesdorpfstraße 20 (Lage) | O   | Einfamilienhaus (Reihenhaus gehobener Standard)              | | 1873/1874 | Stammann & Zinnow (Stammann, Hugo/Zinnow, Gustav) | 30660    | |
| 28124            | Tesdorpfstraße 20a (Lage) | O   | Remise                                                       | | 1890 | Stammann & Zinnow (Stammann, Hugo/Zinnow, Gustav) | 30660    | BW |
| 19283            | Tesdorpfstraße 21 (Lage) | O   | Einfamilienhaus (Reihenhaus gehobener Standard)              | | 1874/1876 | Stammann, Hugo | 30660    | |
| 19285            | Tesdorpfstraße 22 (Lage) | O   | Einfamilienhaus (Reihenhaus gehobener Standard)              | | 1872/1873 | Hanseatische Baugesellschaft | 30660    | |
| 19192 (1514)     | Tesdorpfstraße vor Nr. 22 (Lage) | O   | Grenzstein                                                   | | 1821 | |          | |
| 18713            | Theodor-Heuss-Platz 1, 3, 7, 8 (Lage) | O   | Bahnhof (Fernbahn/S-Bahn)                                    | Dammtor-Bahnhof | 1901/1903 | Möller |          | |
| 19529            | Von-Melle-Park 2 (Lage) | O   | Verwaltungsgebäude / Mehrzweckgebäude                        | Studentenhaus | 1952 | Hochbauamt Hamburg | 30661    | |
| 19297            | Von-Melle-Park 3 (Lage) | O   | Bibliotheksgebäude                                           | | 1982 | | 30661    | |
| 19530            | Von-Melle-Park 4 (Lage) | O   | Lehrgebäude, Hörsaalgebäude                                  | Audimax (Auditorium Maximum) | 1959 | Hermkes, Bernhard | 30661    | weitere Bilder |
| 19528            | Von-Melle-Park 5 (Lage) | O   | Lehrgebäude                                                  | In der Planung Verfügungsgebäude IV, „WiWi-Bunker“ | 1975 | | 30661    | weitere Bilder |
| 19296            | Von-Melle-Park 9 (Lage) | O   | Lehrgebäude                                                  | | 1961, um | | 30661    | |
| 19527            | Von-Melle-Park 11 (Lage) | O   | Lehrgebäude                                                  | Mineralogisch-Petrographisches Institut | 1955–1957 | Seitz, Paul (mit Schwier) | 30661    | |
| 19294            | Von-Melle-Park östlich von 8 (Lage) | O   | Lehrgebäude                                                  | Phil-Turm | 1962 | Seitz, Paul (mit Beck) | 30661    | weitere Bilder |
| 19202 (927)      | Warburgstraße 3, 5 (Lage) | O   | Remisen (Bürogebäude (nach Aufstockung))                     | | 1862; 1994–2000 (Umbau, Aufstockung) | Haller, Martin | 30608    | |
| 19533 (1813)     | Warburgstraße 8 (Lage) | O   | Wohnhaus                                                     | | 1873/74 | | 30662    | |
| 19534 (1813)     | Warburgstraße 10 (Lage) | O   | Wohnhaus                                                     | | 1873 | Stuhlmann/Spannuth, H. | 30662    | |
| 19535 (1813)     | Warburgstraße 12 (Lage) | O   | Wohnhaus                                                     | | 1873 | Spannuth, H. | 30662    | |
| 19536 (1813)     | Warburgstraße 14 (Lage) | O   | Wohnhaus                                                     | | 1870/1873 | Spannuth, H. | 30662    | |
| 19539 (1813)     | Warburgstraße 16 (Lage) | O   | Wohnhaus                                                     | | 1870/1873 | nicht ermittelbar | 30662    | |
| 19537 (1813)     | Warburgstraße 18 (Lage) | O   | Wohnhaus                                                     | | 1870/1873 | Haller, Martin | 30662    | |
| 19532 (1813)     | Warburgstraße 20 (Lage) | O   | Wohnhaus                                                     | | 1870/1873 | Spannuth, H. | 30662    | |
| 19538 (1813)     | Warburgstraße 22 (Lage) | O   | Wohnhaus                                                     | | 1870/1873 | Spannuth, H. | 30662    | |
| 17644            | Warburgstraße 45 (Lage) | O   | Wohngebäude/Bürohaus                                         | | 1972/1973 | Rafeiner, F./Gnech, A./Schulze, Hass, Kummer | 30614    | |
| 17645            | Warburgstraße 50 (Lage) | O   | Bürohaus                                                     | | 1973 | | 30614    | |